# マギアレコード 魔法少女まどか☆マギカ外伝
『マギアレコード 魔法少女まどか☆マギカ外伝』（マギアレコード まほうしょうじょまどかマギカがいでん、英語: Magia Record: Puella Magi Madoka Magica Side Story）は、テレビアニメ『魔法少女まどか☆マギカ』を原作としたスマートフォン向けゲームアプリ。ジャンルは「魔法少女☆RPG」。略称は『マギレコ』。2017年8月22日にアニプレックスよりiOS版とAndroid版の配信が開始された。2019年4月8日にDMM GAMESをプラットフォームとしてWindows PC版のサービスも開始した。
2011年初頭より多方面でメディアミックスが展開され、社会現象にもなったテレビアニメ『魔法少女まどか☆マギカ』の外伝作品。本作品でもメディアミックスがなされており、2018年8月から9月にかけて舞台化されたほか、同年10月より漫画作品が連載開始。2020年からはテレビアニメ版が放送された。
海外展開としては、繁体字中国語版が2018年12月19日に台湾・香港・マカオで、英語版が2019年6月25日に北米で、簡体字中国語版が2020年10月13日に中国本土で、それぞれリリースされたが、英語版は2020年10月30日に、繁体字中国語版は2021年12月24日に、簡体字中国語版は2022年10月12日に、いずれもサービス終了している。
2024年7月31日をもってサービスを終了、約7年の歴史に幕を下ろした。これに先行する形でWindows版も同月1日付で終了した。終了後はこれまでのプレイ状況に応じた情報が閲覧できるアーカイブアプリを配信し、新ゲームアプリ『魔法少女まどか☆マギカ Magia Exedra』への連携コードを発行できるようにする事になっている。また、メインストーリーを中心に主だったストーリーは『Magia Exedra』公式YouTubeチャンネルでアーカイブ動画の配信を行っている。

## 制作
2016年9月22日から同年9月25日まで開催された、原作アニメの制作会社であるシャフトの展覧会「〜シャフト40周年記念〜MADOGATARI展」東京アンコール会場内で製作が発表され、同年9月30日に公式ウェブサイトと公式Twitterが公開された。同年12月26日に公式ウェブサイトがリニューアルされ、キービジュアルが公開された。
その後、2017年3月25日に開催された「AnimeJapan2017」のステージイベントにて2017年5月配信の予定が発表された。しかし同年5月17日に、ゲーム全体のクオリティ向上を理由として、リリース開始時期を同年7月中旬に延期することが公式ウェブサイトで発表された。さらに同年7月28日にはリリース開始時期を同年8月22日に再度延期および確定することが発表された。なお事前登録は2016年9月30日から2017年8月21日まで行われた。
原作アニメのプロデューサーである岩上敦宏は、本作品の企画の経緯について「アニメの新作までまだもう少し時間がかかりそうなため『まどか☆マギカ』のキャラクターが活躍するタイトルを作りたいというアイデアがきっかけ」と語っている。
製作には『まどか☆マギカ』からのスタッフも参加しており、キャラクター原案を担当した蒼樹うめが10名以上の新規キャラクターを描き下ろすほか、魔女に関する設定を担当した劇団イヌカレーが本作品でも魔女原案を担当する。また、オープニングアニメーションと魔法少女変身ムービー、メインストーリー第1部第10章のカットシーンをシャフトが制作する。音楽は梶浦由記が手がけた『まどか☆マギカ』の劇伴も一部使用しつつ、別途梶浦が関わらない形で本作品オリジナルの曲が制作されている。
また、コラボレーション展開も行っており、これまで発表された『まどか☆マギカ』の外伝漫画作品をはじめ、外部の作品として「〈物語〉シリーズ」『魔法少女リリカルなのは Detonation』『リコリス・リコイル』とコラボ、また2019年7月にはカレーハウスCoCo壱番屋とのコラボキャンペーン企画を実施している。
2021年4月25日に開催された『まどか☆マギカ』10周年記念イベントにおいて、本ゲームの新プロジェクト『魔法少女まどか☆マギカ scene0』の制作が発表された。『まどか☆マギカ』本編の前日譚であり、ほむらが繰り返してきた同じ時間の中で「存在を消された魔法少女」・愛生まばゆにまつわる物語で、ニトロプラスが開発協力として参加し、同社所属の下倉バイオがシナリオを手がける。2023年10月3日より配信開始。

## ゲームシステム
イベントやガチャで入手したキャラクターを強化しながら、ストーリーを進行させる、もしくはミラーズに挑戦していくのが主なゲーム内容となる。
本作品にはAPとBPと呼ばれるポイントがあり、前者は各種ストーリーやクエストの進行に、後者はミラーズに挑戦するのに使う。どちらも時間経過もしくはプレイヤーのランクアップ時に回復するほか、特定アイテムでの即時回復も出来る。なお、APはプレイヤーランクの上昇に伴って上限値が上がっていくが、BPは5で固定されている。
演出面ではLive2Dを採用してキャラクターを動かしていることが特徴で、それぞれが固有のモーションで個性豊かに動くようになっている。

### ストーリー
ストーリーはキャラクター同士の掛け合いが描かれるアドベンチャーパートと、チームを組んで敵キャラクターと戦うバトルパートで構成され、大きく分けて3つが用意されている。メインストーリーでは、神浜市を舞台に本作品の主人公「環いろは」を中心とした物語が展開される。アナザーストーリーは、メインストーリーを別のキャラクター（第1部では見滝原市の魔法少女たち、第2部では様々な魔法少女たち）の視点から描く。そして魔法少女ストーリーでは、キャラクター一人ひとりにまつわるエピソードが描かれる。
2017年12月3日に行われた「f4 ファンフェスティバル」においてメインストーリーをフルボイス化することが発表され、同年12月4日には第1弾としてプロローグがフルボイス化。以降も順次フルボイス化されている。2019年3月5日に配信が開始された第1部第10章は、配信開始時からフルボイス化されていることに加え、ゲーム内の演出としてシャフト制作のアニメーションムービーが挿入されている。
上記3種類のストーリーとは別に、期間限定イベントという形でサイドストーリーが展開されている。内容は特定のキャラクターに焦点を当てたもの、正月・夏・クリスマスなど季節のイベントを描くもの、外伝作品やコラボレーションした外部作品を元にしたものなど様々である。これらは通常のストーリークエスト同様にクエストを攻略して進める形式だけでなく、物語上で出てくる選択肢を選んでストーリーが分岐する形式や、クエストに定められた条件を満たすことで先に進むことができる形式、複数のプレイヤーが協力して戦い敵を倒した数に応じてストーリーが進むレイド形式、ログイン時にストーリーが表示される形式など、様々な形態で展開されている。2019年12月からはメインストーリーに登場した「キモチ」と戦うレイドイベント「キモチ戦」も開催されている。
クリアしたストーリーは、「アーカイブ」メニュー内にある「ストーリー」において再び見ることが可能である。2019年8月より、アイテム「追想の欠片」を使うことで、クリアしていないイベントのストーリーを閲覧できるようになっている（一部イベントを除く）。また、2022年3月7日からはクリアしたメインストーリーで表示されるイラストを鑑賞できるギャラリー機能が追加されている。
「魔法少女まどか☆マギカ scene0」は進行のシステムが異なり、デイリーミッションを達成することで得られる「リコールランプ」を集めて消費することで、まばゆの視点で進行するメインストーリーを見ることができるほか、ログインボーナスで得られる「ドアプライズフィルム」を使うことで、メインストーリーを別の視点から描いたサイドストーリーがランダムで解放される。いずれもアドベンチャーパート形式でストーリーが進行するのみでバトルパートは設けられていないが、その代わりにストーリーに登場する魔女とのチャレンジバトルが別途用意されている。

### バトルパート
バトルはサポートキャラを含む2人から5人の編成で行われる。3×3のマスにキャラクターを配置し、画面下部にランダムで表示された5枚のディスクから任意のディスクを3つ選択して敵を攻撃する。敵を全て倒すことでバトルクリアとなり、各種経験値やアイテム、カースチップと呼ばれるキャラクター育成用のコインなどが得られる。逆に全ての味方キャラクターが倒されるとゲームオーバーとなり、マギアストーンと呼ばれるアイテムを使用してリトライするかどうかを選択することとなる。
キャラクターには属性による相性とタイプによるパラメーターの配分やMPの溜まりやすさなどの違いがあり、属性は「フレイム」・「アクア」・「フォレスト」・「ライト」・「ダーク」・「無属性」の6種類が、タイプは「アタック」・「ディフェンス」・「バランス」・「サポート」・「ヒール」・「マギア」、そして「EXスキル」を所持している「アルティメット」・「エクシード」・「悪魔」・「インフィニット」・「ミスティック」の11種類が実装されている。
ディスクは性能の異なる3種類のものが用意されており、後述するマギアやドッペルを使用するのに必要なマギアゲージのMPを多く溜めることができるAccel（アクセル）、縦方向または横方向に配置されている複数の敵を同時に攻撃できるBlast（ブラスト）、チャージポイントが溜まり、そのポイントの積算量でダメージを増やすことができるCharge（チャージ）となっている。
1ターンの攻撃で同一の種類のディスクを3つ選択した場合はCombo（コンボ）が成立し、それぞれ味方全員のマギアゲージのMP増加、ダメージ量の増加、チャージポイントの増加といったボーナスがある。また、選択したディスクが全て同一人物のものだった場合にはPuellaComboが成立し、ダメージ量が大幅に増加する。なお、これはAccel・Blast・ChargeのComboと重複させて発生させることができる。
Blast以外で攻撃する・または敵の攻撃を受けることで溜まるMPが100まで溜まると、各キャラクター固有の必殺技であるマギアが使えるようになる。このMPは後述するマギアレベルを上げることによって最大で150まで溜められるようになり、星5までの覚醒とドッペルの解放ができているキャラクターは、150全てを消費することでマギアの代わりにより高威力なドッペルを放つことができる。なお、一部の限定キャラクターは星5まで覚醒してもドッペルが開放されない代わりに、それに相当する強力なマギアを使うことができる。
このほかに、キャラクターにはディスクを選択してコネクトゲージを溜めることで発動できるようになるコネクトと呼ばれる特殊能力がある。コネクトは使用可能な状態になっているキャラクターのディスクを任意の他キャラクターにドラッグ＆ドロップすることで発動し、そのターンだけ対象のキャラクターに各キャラクター固有の特殊効果（攻撃力やディスク性能の向上、状態異常の付加や解除など）を付与することができる。

### キャラクター育成
キャラクターの育成・強化には大きく分けて4つの要素があり、「戦闘や魔力強化で得た経験値によるレベルアップ（HPなどの基本パラメーターの向上）」、「覚醒によるレアリティの向上」、「マギア強化によるマギアダメージの向上」、「メモリアの装備によるパラメーターの向上やスキルの付与」となっている。
魔力強化は戦闘で得たジェムと呼ばれるアイテムを使用することで行え、任意のキャラクターに経験値を与えることができる。キャラクターのレベルはレアリティによって上限があり、覚醒をすることでレアリティの向上とレベル上限の解放をすることができる。覚醒はレベルが上限まで達し、かつ必要な素材が揃っていると行え、前述した効果のほかにコネクト・マギア性能が向上するなどの効果も得られる。
初期のレアリティが星2と星3のキャラクターは基本的に星4まで覚醒を行うことができ、初期のレアリティが星4のキャラクターについてはさらに上位の星5へと覚醒することができる。
マギア強化は各キャラクター固有にあるエピソードレベルを必要なレベルまで上げ、かつ必要な素材も揃っていると行える。このエピソードレベルは魔法少女ストーリーの解放にも必要であり、最大でLV5まである。ドッペルを所持しているキャラクターは、このエピソードレベルとマギアレベルをLV5まで上げることでドッペルを解放するクエストに挑戦できるようになる。
メモリアはキャラクターに様々な特殊効果を付与する装備品であり、効果が常時発動するアビリティタイプと、所定のクールタイムを経ると使用可能になるスキルタイプがある。メモリアの育成にはメモリア強化とメモリア限界突破があり、前者はメモリアのレベルを上げることが、後者はレベルの上限を解放することができる。なお、最大まで限界突破を行うとメモリアの基礎効果が向上する。
キャラクターが所持しているメモリアの装備枠は通常1枠だが、ガチャから同一の魔法少女を複数入手する、もしくはショップで所定のデスティニージェムを入手して魔力開放を行うことで最大で4枠まで解放される。ショップでデスティニージェムを入手するには、マギアチップまたはデスティニーボトルを使って交換することが必要で、かつレアリティが星3以下の魔法少女が対象となる。マギアチップはミラーズコインとの交換やクエスト報酬、または魔力解放済みの魔法少女をさらにガチャで入手した場合に交換することで入手できる。デスティニーボトルはイベントなどで得た報酬を元にショップで入手可能となっている。なお、同一タイプのメモリアの装備は2つまでとなっており、アビリティとスキルをそれぞれ2枚ずつ装備した状態が最大となる。
この他に、2019年10月28日からは新たに「精神強化によるステータスの向上」が追加された。必要な素材を用いることで、魔法少女のステータスを上げたり、魔法少女固有の潜在スキルや潜在アビリティを習得できるようになる。2022年8月10日には魔法少女のステータスを強化する事で、その魔法少女と同じ属性の魔法少女全員に対しても強化内容が反映される「属性強化」が追加されている。

### ミラーズ
BPを消費して行う対人対戦で、AI操作で動く他のプレイヤーの魔法少女たちと戦う。メインストーリーの第1部第2章をクリアすると参加できるようになる。相手の魔法少女を全て倒せば勝ちとなり、勝敗や所要ターン数、連勝数（最大7連勝）、相手が格上か格下かなどの要因を元にミラーズポイントが得られる。このポイントの累計が一定数に達するとミラーズの先の階層へと進むことができ、ミラーズストーリーを読み進めることができるようになる。なお、これはメインストーリーの進行度合いによって進める階層に制限が掛かる。また勝った場合は3枚、負けた場合は1枚のミラーズコインを得ることができ、これはショップでアイテムとの交換ができる。
2018年1月29日からは、一定の試合期間を設けてプレイヤー同士のランキングを競うミラーズランキングが不定期に行われている。5日間の予選期間中に1日10回対戦し、その総ポイント数で上位からS・A・B・C・Dとクラス分けされ、その後本戦で振り分けられたクラス内で20回（初回のみ30回）対戦して、総ポイント数によって上位から3〜1の段位が与えられる。段位は星の数で表示される。ミラーズランキングで対戦した場合、ミラーズコインだけでなくランキングコインが勝敗に応じて得られ、これもショップでアイテムとの交換ができる。また、エントリーしたユーザーによってトーナメント戦を行うミラーズトーナメントも不定期に開催しているほか、2023年6月19日からは、攻撃編成と防御編成を組み、特殊ルールのもとで自動戦闘で勝敗を決め、それに応じて順位を決めるミラーズランクマッチが行われている

### パトロール
2021年12月20日に新たに実装された機能で、繁華街・鏡屋敷・キモチ結界の3つのエリアに対し、各エリア任意の魔法少女最大5人を編成して出発させ、一定時間が経過するとカースチップや育成素材が獲得できる。
編成した魔法少女の戦力値の合計が総戦力値として表示され、それが高いほど探索完了時に多くのアイテムが獲得できる。また、エリアごとに有利属性が設定されており、それが魔法少女の属性と一致した場合は戦力値が1.5倍に上昇する。
探索中の魔法少女は「パトロール中」として他のエリアの探索に出すことができず、また探索の中断もできない。ただし、通常のクエストやミラーズへの編成は可能となっている。

### ショップ
ショップは第1部第1章第2話をクリアすると使用できるようになり、各種戦闘で得たアイテムやポイント、またはマギアストーンを利用して様々なアイテムを入手することができる。ショップには複数の種類があり、常設されているのはマギアストーン、ミラーズコイン、サポートPt、マギアチップ、デイリーコイン（2018年9月25日より実装された）、それぞれを使用するものである。この他にイベントで入手したアイテムを利用する期間限定のショップなどがある。

### ガチャ
メモリアや魔法少女を得る主な手段。ショップと同様に、第1部第1章第2話をクリアすると使用できるようになる。サポートPtを使用して行うノーマルガチャと、マギアストーンを使用して行うレアガチャと期間限定ガチャがある。ノーマルガチャからはメモリアかジェムしか出現せず、魔法少女が手に入るのはマギアストーンを使用するガチャのみとなっている。
いずれもランダム型アイテム提供方式のガチャであり、リリース当初は俗に天井と呼ばれるシステムは実装されていなかったが、レアガチャ・期間限定ガチャ共に2018年1月22日の美樹さやか実装時に指定の回数（100回）毎に星4魔法少女が確定排出されるように仕様変更がされた。この際に排出される魔法少女は該当するガチャの排出率に沿ったランダムのものであり、プレイヤーが任意の魔法少女を選ぶということはできなかったが、2019年10月28日からはレアガチャ・期間限定ガチャそれぞれ1回につき1枚調整屋コインと呼ばれるアイテムが入手できるようになり、それを指定枚数集めることで開催中のガチャでピックアップされている魔法少女を任意で交換できるようになった。また上述の通り魔力解放済みの魔法少女をさらにガチャで引き当てた場合マギアチップに交換可能だが、2018年8月のサービス開始1周年以降は星4魔法少女に限りさらにデスティニークリスタルを得ることができ、これを5個集めることで任意の星4魔法少女（期間限定ガチャ開催時はその限定対象の魔法少女も可）と交換可能となっている。

## あらすじ

### 第1部「幸福の魔女編」
2017年8月から2019年3月にかけて、メインストーリー全10章が配信され、完結した。副題である「幸福の魔女編」は、第2部開始の告知時に発表された。
プロローグ「幾度目かの魔女」
見滝原市の魔法少女暁美ほむらは、親友の鹿目まどかが迎えてしまう悲惨な運命を変えるべく、自身が持つ「時間操作」の能力を使って幾度となく同じ時間を繰り返して戦っていた。
そんなほむらの元に、ある日突如として謎の少女が現れ、「運命を変えたいなら神浜市へ来て。この町で魔法少女は救われるから」とだけ告げると、姿を消してしまう。ほむらは今までになかった出来事に動揺すると同時に、その言葉にまどかを救う可能性を感じる。
第1章
メインストーリー「はじまりのいろは」
あるときから頻繁に「見知らぬ少女の夢」を見るようになった魔法少女環いろはは、その夢の真相を知るべく、夢を見るきっかけとなった新興都市神浜市を訪れる。
いろははそこで神浜の魔法少女秋野かえでから手がかりの1つだと考えている小さいキュゥべえについての情報を得ると同時に、十咎ももこから紹介された「調整屋」で八雲みたまから調整を受けたことがきっかけで、「自分がどんな願いでキュゥべえと契約したのか」を忘れてしまっていることに気づく。
いろはは小さいキュゥべえの捜索を再開するが、そこに七海やちよが立ちはだかる。やちよは「神浜では力量不足の魔法少女は生きていけない」としてここから出ていくように諭すが、いろはは戦いを通してやちよに自身の力を示す。
再会した小さいキュゥべえを抱きしめたことによって、いろはは夢に出てきた少女が自分の妹環ういであったことを思い出し、ういを探し出すことを決意する。

第2章
メインストーリー「うわさの絶交ルール」
いつの間にか世界から存在が抹消されていたういを探すために、いろはは再び神浜市を訪れる。手がかりとして、ういの親友であった里見灯花と柊ねむが入院していたはずの病院を訪ねるが、2人の姿はなく、捜索は手詰まりになる。落胆しながらの帰り道でいろははやちよと遭遇し、神浜に流れている様々なうわさの中の一つである絶交ルールのうわさについて教えられる。
うわさが現実化するという話をにわかには信じられないでいたいろはだったが、水波レナとかえでがうわさどおりの行動をした結果、謎のバケモノ（絶交階段のウワサ）に攫われてしまう。いろははももことやちよの協力を受けてウワサと呼ばれるバケモノから2人を助け出し、レナは助けられたお礼としてういの捜索に協力した。その結果いろはは「灯花とねむは実在していた」という情報を得る。
アナザーストーリー「この町だけが違う」
巴マミは見滝原市内に出現する魔女が減少したことから、グリーフシードを求めて他の町まで活動の足を伸ばしていた。その過程で、魔女が減少するどころか大量発生している町・神浜市の存在を知る。
神浜に出現する魔女と使い魔は通常のものより強力で、さらに市内には魔女とは異なる魔力反応まで存在した。マミはその異常事態の真相を知るべく、神浜の調査を始めることにする。

第3章
メインストーリー「神浜うわさファイル」
ういがうわさに巻き込まれている可能性を考え、いろはは神浜市のうわさについて調査し始める。訪れた水名区で知り合った魔法少女由比鶴乃、同じくうわさを調べていたやちよの2人と協力し、いろはは口寄せ神社のうわさの調査に当たることになる。
うわさの舞台として突き止めた水名神社にて、いろははういの幻影と、やちよは行方不明になっていた幼馴染梓みふゆの偽物と対面する。うわさの内容に逆らってみふゆの偽物を倒した後、3人はうわさの大元マチビト馬のウワサと交戦。苦戦を強いられる中、いろはは穢れを溜め切ったソウルジェムから予期せず謎の力（ドッペル）を顕現させウワサを撃破する。
直後にいろはは、その光景を目撃していろはのことを「人型の魔女」と誤解した見滝原市の魔法少女、巴マミから攻撃を仕掛けられるが、ももこが助太刀に入ったことで難を逃れる。
今回の一件を経て信頼を深めたいろはとやちよは、今後も協力してうわさの調査を進めていくことを決める。
アナザーストーリー「私たちと同じ姿」
神浜市の調査を続けていたマミは、そこで出会った魔法少女のかえでとレナから、謎の魔力反応の正体は「ウワサ」によるものだと教えられる。
その真偽を確かめるべくウワサの気配を辿り、そこでいろはが謎の力を顕現させる様子を目にしたマミは、いろはを「人型の魔女」だと誤解する。ますます神浜への警戒心を強めたマミは、かつての仲間であった佐倉杏子の元へと向かい、「神浜は危険だから行かないで」と忠告する。

第4章
メインストーリー「ウワサの守り人」
鶴乃から得た情報を元に、いろはは参京区でねむの家を探し始める。その最中に「フクロウ印の給水所」を名乗る無料の給水所で提供された水を飲んだことがきっかけで、どこからともなく「数字が書かれた紙」が降ってくるという現象に見舞われる。
その奇妙な紙について調査する過程で、いろはは同じ現象に悩まされていた自称傭兵の深月フェリシアと再会し、彼女とも協力することになる。
いろはたちは現象の正体であるミザリーウォーターのうわさを止めるためにウワサの打倒を目指すが、「魔法少女の解放」のためにウワサを守るマギウスの翼に妨害される。マギウスの翼の一員である天音月夜と天音月咲を退け、同じくウワサに巻き込まれていた佐倉杏子とも協力し、いろはたちはうわさの大元ミザリーリュトンのウワサを倒す。ウワサの討伐後、やちよはマギウスの翼の一員となっていたみふゆと再会する。
やちよはみふゆを連れ戻すために、いろははマギウスの翼に関与している可能性があるういの手がかりを見つけるために、今後もマギウスの翼と接触しうわさを消していく決意を新たにする。傭兵を続けようとしていたフェリシアと、両親の海外出張で神浜市に引越すことになったいろはは、やちよの提案で彼女の家（みかづき荘）に住むことになる。
アナザーストーリー「アイツから聞いた町」
マミから受けていた忠告を無視し、神浜市を訪れた佐倉杏子。彼女はそこで「うわさ」に巻き込まれてしまい、結果的に目的を同じくするいろはたちと協力して問題の解決へと臨むことになる。
「うわさ」を追う戦いの中で月夜がドッペルを顕現させる様子を目の当たりにした杏子は、これがマミの言っていた「人型の魔女」のことかと理解する。問題を解決して神浜から戻った杏子は、マミの誤解を解くべく「あれは魔女ではなくドッペルという現象だ」と説明する。

第5章
メインストーリー「ひとりぼっちの最果て」
マギウスの翼に繋がる手がかりを求めて、現時点では「うわさ」なのか「普通の噂」なのかが判然としていない「電波少女」の話について調べることにしたいろはは、その調査の中で鹿目まどかと暁美ほむらに出会う。彼女らはこの町で行方が判らなくなった先輩のマミを探しに見滝原市から来たと言い、マミがうわさに巻き込まれている可能性を考えていろはたちの調査に加わる。
それぞれが得た情報から、電波少女だと噂されているのは水名女学園に通う少女二葉さなだということと、彼女が自らの意志で名無しさんのうわさに取り込まれていること、そしていろはの元に届いていた謎メールの差出人こそが、うわさの大元名無し人工知能のウワサだということが判明する。
アイと名乗るそのウワサからさなの救出を頼まれてウワサの討伐に向かったいろはたちは、そこでマギウスの翼を束ねるマギウスの一人アリナ・グレイと遭遇する。アリナの妨害で消耗を強いられるいろはたちだったが、さなの協力もあってウワサの討伐に成功する。
マギウスの翼との戦闘後、さなはやちよの提案で彼女の家に住むことになり、いろははマギウスの翼がねむについて話していたことをさなから聞く。
アナザーストーリー「その秘密を知りたい」
謎の少女に告げられた言葉が気にかかっていたほむらは、神浜市へと向かったマミが行方不明となったことを受けて、自身も神浜へ行くことにする。そこにほむらの身を案じたまどかも同行。現地で出会ったいろはたちとも協力し、マミの行方を探すこととなる。
結局今回の探索ではマミを見つけることができず、再び神浜を訪れることを胸に決めるほむらとまどか。ほむらは今回の一件で出会った「ドッペル」という現象と「マギウスの翼」という集団に対し、まどかを救う可能性の一端を感じる。

第6章
メインストーリー「真実を語る記憶」
ねむ・ういとマギウスの翼の関係について思い悩んでいたいろはの元に、ある日突然みふゆが訪問してくる。彼女はいろはに対し、マギウスの翼の目的である「魔法少女の解放」がどういうものかを理解してもらうため、講義を開くので来て欲しいと言う。講義の会場「記憶ミュージアム」へと向かったいろはたちは、マギウスの一人となっていた灯花と対面する。
灯花による講義を通して魔法少女の真実を知ったいろはたちは記憶ミュージアムのうわさに取り込まれ、やちよの仲間であった雪野かなえと安名メルを失ったみふゆの過去を追体験する。いろははみふゆたちからの再度の誘いを断るが、鶴乃・フェリシア・さなの3人は洗脳によってマギウスの翼の一員となり、灯花たちとその場を去る。
いろはは3人の奪還と記憶ミュージアムからの脱出のためにやちよに協力を求めるが、自身が持つ固有能力を「他者を犠牲にして生き残る」だと考えて思い悩んでいたやちよは、周囲に被害を出さないために孤立しようとしてそれを断る。その言動に対して強い怒りを覚えたいろはは、単独で記憶キュレーターのウワサを倒すという行動を持ってやちよの懸念を否定する。
うわさから脱出した先で、いろはとやちよはマギウスの翼となったマミ（ホーリーマミ）に襲撃され再び窮地に陥るが、見滝原市の魔法少女美樹さやかの助太刀で辛くも生還。帰宅したみかづき荘でももこやまどかの優しさに触れた2人は、自分たちにはまだ仲間が居るということを再認識し、これからの戦いへの決意を新たにする。
アナザーストーリー「運命との対峙」
「名無しさんのうわさ」の一件を終えて見滝原市へと戻ったほむらたちは、事情があって神浜市へと同行できずにいた友人・美樹さやかに神浜で起きた事の顛末を伝える。マミを強く慕っていたさやかは神浜へと向かい、そこで「魔法少女の真実」を知ってしまう。
さやかから真実を聞き、動揺する見滝原の面々。まどかは何らかの解決法があるはずだとし、マギウスの翼について調べていくことを決意する。一方杏子は単独でマギウスの翼に接触することを決める。

第7章
メインストーリー「楽園行き覚醒前夜」
洗脳された仲間を奪還するために、いろはとやちよは神浜市のうわさを消してまわることでマギウスの翼との接触を試みる。うわさが集中していた里見メディカルセンターにて、いろはたちはみふゆの手引きでマギウスの翼から脱出していたフェリシア・さなと再会する。
残る1人・鶴乃の行方と「遊園地のうわさ（キレーションランドのうわさ）」を調べるため、市内の東部（工匠区・大東区）へ行く必要が出てきたいろはたちは、東を統べる魔法少女和泉十七夜に接触する。事情を聞いた十七夜は協力を快諾し、いろはたちと共に「遊園地のうわさ」の舞台へと向かう。
うわさの場所にたどり着いたいろはたちは、そこでマギウスたちと、キレートビッグフェリスのウワサの一部となっていた鶴乃（ウワサの鶴乃）と出会う。いろはたちは仲間の助太刀もあって鶴乃の救出に成功し、マギウスたちの計画を挫くことにも成功する。しかしそこにマギウスの1人となっていたねむが現れる。ねむたちは「魔法少女を魔女化の運命から救うために、エンブリオ・イブを羽化させることを目指している」と語るが、犠牲を厭わないそのやり方・考え方をいろはたちは受け入れられず、話し合いは平行線で終わる。
戦いを終え、再び5人で揃うことができたいろはたちは「チームみかづき荘」としての結束を新たにする。そしていろはは記憶に残る万年桜のうわさの調査を、マギウスたちはワルプルギスの夜の利用を考えて動き出す。
アナザーストーリー「みんなで分かち合えるなら」
まどかたちが「魔法少女の真実」について思い悩む最中、見滝原に突如として多数の魔女が現れる。それらを手引きしていたのはマギウスの翼だった。彼女らと相対したまどかたちはその理由を問いただそうとするが、そこに現れたマミとアリナによって、拘束されてしまう。
一方、単独でマギウスの翼に近付こうとしていた杏子は、無事に組織への侵入を果たしていた。杏子は事が順調に進みすぎていることに警戒心を覚えるが、そのまま潜入を続ける。

第8章
メインストーリー「偽りに彩られ神浜」
遊園地での計画を邪魔されたことで手段を選ばなくなったマギウスたちは、羽根たちを使って神浜の魔法少女たちを襲撃する。彼女らの目的が魔法少女の殲滅だと知ったいろはたちは、手分けをして魔法少女たちを保護し、調整屋へと避難させることにする。当初は中立の立場であるからと協力に難色を示すみたまだったが、ももこの説得を受けて覚悟を決め、集まった魔法少女たちにいま神浜で起こっていることと、「魔法少女の真実」を告げる。
一方、羽根たちの暴走にはウワサが絡んでいると考えたやちよは、十七夜と合流して異常の原因を知るべく黒羽根たちの後を追い、マミと戦闘になっていた。多勢に無勢で苦戦を強いられるやちよたちだったが、そこに鶴乃・フェリシアが駆けつけ、フラワースピーカーのウワサを倒すことで羽根たちの暴走を止める。マミと一対一となったやちよは死闘の末にマミからウワサを剥がすことに成功し、マミから剥離した神浜聖女のウワサも、増援に来た魔法少女たちによって倒される。
やちよたちの戦いと時同じくして。さなと共に「万年桜のうわさ」の場所へと向かったいろはは、そこで灯花・ねむと遭遇する。二人に対して自分が持つ記憶（うい・灯花・ねむ・いろはの四人で過ごしていた過去）は確かなものであると説くいろはだったが、頑として聞き入れられず、遅れて現れたアリナの手によって捕らえられてしまう。
残された万年桜のウワサから、いろはがマギウスの翼の本拠地「ホテルフェントホープ」へと連れ去られたことを聞いたみかづき荘の面々と、ももこ・レナ・かえで、そしてみたまは、「魔法少女の真実」とどう対峙すべきかを悩みながらも、マギウスたちを止めるべく後を追う。
アナザーストーリー「ここからもう一度」
マギウスの翼に潜入していた杏子はそこで洗脳状態にあったマミと出会い、記憶にあるマミとはかけ離れた言動をとる彼女の姿に怒りを覚える。みふゆの手引きで見滝原へと戻った杏子は、マミによって囚われていたまどかたちを救出。自身は神浜の件からは手を引こうとするが、マギウスのやり方への怒りを抑えられず、あくまで自分自身のためだとして神浜へ戻る決意をする。

第9章
メインストーリー「サラウンド・フェントホープ」
ホテルフェントホープの地下牢に捕らえられていたいろははさなによって救出され、自身のソウルジェムの奪還のために行動を始める。一方、さなに遅れてホテルフェントホープへの侵入を果たしていたやちよたちは、ソウルジェムを奪われて仮死状態となっていたみふゆと天音姉妹を蘇生させるべく移送されていたソウルジェムを追い、別行動をとっていたももこやいろはたちと合流する。
各々のソウルジェムの奪還を果たし、みふゆらとも和解して全員が合流するが、発現した女王グマのウワサによって再度分断される。中に残されたチームみかづき荘と十七夜の6人は、マミの協力もあってマギウスとイブの元へたどり着く。外にはじき出されたみふゆたちと駆けつけた見滝原の魔法少女たちは女王グマのウワサと交戦。苦戦の末に、みふゆが自爆ともとれる禁じ手を使いホテルフェントホープを一掃。こうしてマギウスらの思惑通り、イブが外へと解き放たれる。
いろははイブと対峙し、その時突如として万年桜の蕾が花開く。いろは・灯花・ねむ・ういが居なければ開花しないはずのその桜を見て、いろははイブこそがういだったのだと直感する。
アナザーストーリー「この手を引いて、一緒に」
やちよとの一戦を経て正気に戻ったマミは、自身がしたことのけじめをつけるために戦いを続ける黒羽根たちの元へと向かう。マミは黒羽根たちにマギウスの計画がどういうものであるかを説き、黒羽根たちのもつみふゆへの信頼を思い出させて混乱を収める。そして自身も自分の弱さを認めると同時にまどかたちとの絆を再確認し、ホテルフェントホープへと向かう。

第10章
メインストーリー「浅き夢の暁」
解き放たれたイブと呼び寄せられたワルプルギスの夜による脅威が神浜を襲い、いろはたち神浜の魔法少女とほむらたち見滝原の魔法少女は、一致団結してそれらの討伐へと向かう。いろははイブに囚われたういを救うべく戦い、その際に小さいキュゥべえがイブと接触したことで、灯花とねむの脳裏に過去の記憶が蘇る。そして本来の記憶を取り戻した2人の加勢もあって、遂にいろははういを救出する。
イブを利用して世界の破滅を目論んだアリナ（ホーリーアリナ）は死力を尽くしたねむによって倒され、残されたイブも小さいキュゥべえの力によって消滅する。最後の脅威であったワルプルギスの夜も、別の時間軸で概念となっていたまどか（アルティメットまどか）の協力と、全員の力を合わせることで撃破される。
ういに関する記録が世界に戻った後、ういはみかづき荘に入居することになり、灯花とねむは神浜市の魔法少女たちにマギウスがやろうとしていたことを説明し、いろはは消えたはずの小さいキュゥべえと再会する。
アナザーストーリー「辿り着いた場所」
ワルプルギスの夜を倒したことでまどかを救うことができたほむらだが、それで全ての魔女が消えたわけではなく、これからも続く魔女との戦いでまどかを守り続けられるのか、この時間軸が自分の居場所なのかと悩んでいた。
そんなある時、見滝原と風見野を転々とする魔女が現れる。ほむらたち見滝原の魔法少女はその魔女との戦いを通じて互いの思いを打ち明け、ほむらはこの時間軸を自分の居場所として受け入れる。

### 第2部「集結の百禍編」
2019年3月から10月にかけて、第1部の後日譚となる『ユメミルサクラ』『巣立ちは空を見上げて』、第2部の前日譚となる『深碧の巫』『新たな息吹より』『Crimson Resolve〜深紅の決断〜』が期間限定イベントとして開催された。2019年10月28日、メインストーリー第2部の配信が開始された。また、2021年3月には第3章と第4章の間の出来事を描く『ディペンデンスブルー』が、2022年1月には第2部の前日譚となる『灰色革命』が期間限定イベントとして開催された。同年9月配信の第12章をもって完結している。
序章「はじまりの記し」
転校して来たばかりの土地で使い魔に襲われていた少女、佐鳥かごめは、いろはによって助けられると同時に、人々を守る魔法少女たちの戦いが誰にも知られていないことに悲しみを覚える。その後かごめは魔法少女のことをよく知っているという男性との会話を経て、いろはたち魔法少女らの想いを伝える物語を記していくことを決意する。

第1章
メインストーリー「前書きは靴音と一緒に」
神浜市の復興が進む中、チームみかづき荘の前に、魔女でもウワサでもない謎の敵「キモチ」が現れ、それを倒したいろはの腕には「命を預けてもいいと思える相手にしか譲渡出来ない」と感じる謎のブレスレットが残される。そのブレスレットはイブが纏っていた宝石の欠片から出来ており、自動浄化システムを所有することにつながる強大な力を秘めた道具だった。
いろはが中心となって結成された「神浜マギアユニオン」では、中核メンバーであるいろはとやちよ、十七夜、そして南側のまとめ役である都ひなのがブレスレットについて善後策を協議していた。一方、神浜にはそのブレスレットと自動浄化システムを求め、神浜への復讐を誓う二木市の魔法少女たち「プロミストブラッド」（紅晴結菜、煌里ひかる、大庭樹里、笠音アオ）と、日の本の平和にその命をかけている「時女一族」の魔法少女（時女静香、広江ちはる、土岐すなお）らが訪れると共に、マギウスの翼の残党で構成される「ネオマギウス」（宮尾時雨、安積はぐむ）、絶対中立を誓う調整屋「ピュエラケア」（リヴィア・メディロス、篠目ヨヅル、佐和月出里）らがそれぞれの目的の元で活動していくようになる。
アナザーストーリー「流されず自分で選ぶ」
いろはたちによって結成された神浜マギアユニオンには、神浜市内の全ての魔法少女が参加したわけではなかった。フェリシアと仲の良い夏目かこと三栗あやめもユニオン加入の意志はあるものの、今後どうしようか悩んでいた。かこが属するチームを率いる常盤ななか、あやめと家族同然で長らく行動を共にしている静海このはと遊佐葉月の考えにより、いずれもチームとしてユニオンに一定の距離を置くようにしているためであった。
その最中、神浜でプロミストブラッドによる襲撃事件が多発するようになる。かこ同様ななかのチームに属する志伸あきらと純美雨は、この事態を重く見て、ななかに「ユニオンに加入するべきだ」と提案。そしてななかは個人加入のみを認め、このはもユニオンには所属しないものの何かあれば手を貸すことにした。

第2章
メインストーリー「微笑みと火花」
いろはたちはキモチの所在を探るために、スタンプラリーを利用して神浜市を巡回し始める。アオとひかるは一行を尾行するが、逆に北養区のモーモーファームに誘い出され窮地に陥り、結菜と樹里の助けで辛くも離脱。プロミストブラッドは神浜市の土地勘がある時雨とはぐむを脅して協力させ、キモチの所在地であるフェントホープ跡地に陣取ることに成功する。神浜マギアユニオンはみふゆの作戦でキモチの結界を見つけることを条件に決着を先延ばしにし、最終的に時女一族と協力してキモチを撃破、ブレスレットはフェリシアに取り付く。しかしその帰路でプロミストブラッドのスパイである有愛うららにより、ういが誘拐される。
一方、プロミストブラッドとの戦いで重傷を負い入院した御園かりんを見舞いに行ったももこは、そこで先の戦いの後行方がわからなくなっていたアリナと再会する。アリナは戦いの末に既に入院しており、しかも戦いの影響で魔法少女としての記憶を失っていた。
さらに、ネオマギウスに接触する藍家ひめな、父を探しに神浜を訪れた里見那由他、那由他の従者にして傍観者の立場に徹する氷室ラビ、那由他に協力するみたまの妹の八雲みかげも巻き込んで、物語は更なる動きを見せる。
アナザーストーリー「優しい繋がり」
時雨とはぐむは、神浜マギアユニオンとの今後の付き合い方について悩んでいた。二人は樹里から「神浜の東の魔法少女とプロミストブラッドが手を組んでいる」という噂を聞かされ、万が一事実なら東と西の魔法少女の対立が起こりかねないと考え、十七夜と共に真相を確かめに行く。
時雨とはぐむは東の魔法少女たちから歓迎されるものの、彼女たちを裏切った自責の念と魔法少女至上主義への固執から受け入れることができない。それを見かねた十七夜は、二人のために東の魔法少女たちと復帰記念の会を開催。はじめは気まずさを感じていた時雨とはぐむだったが、次第に打ち解けていき、ユニオンに所属しながらネオマギウスの再興を目指すことにする。

第3章
メインストーリー「内なる常夜の夜明け」
ういが小さなキュゥべえに託した暗号文を解読したいろはたちは、ういを救出すべく二木市に向かう。一方、神浜市南凪区では樹里とアオが率いるプロミストブラッドと十七夜たち神浜マギアユニオンがキモチを巡って交戦し、最終的にアオがキモチを倒す。二木への帰路で樹里たちは新たなキモチを発見し、現れた時女一族と争い、樹里がキモチを撃破する。一夜明けて二木では、いろはが「ういは魔女になった」というプロミストブラッドの嘘に騙され魔女化しかけるが、キモチの力に助けられる。いろはは、ういを救出したやちよたちと合流し二木を後にする。その後、魔法少女たちの前にキュゥべえが現れ、未発見のキモチの石が残り2つであることを告げる。
ネオマギウスに接触したひめなは、友人の栗栖アレクサンドラと共にユニオンとプロミストブラッドのキモチを巡る戦いに割って入り、戦いをかき回していた。ひめなはアレクサンドラと揃ってネオマギウスに入り、宝崎市で協力してくれる魔法少女を探し始める。一方、父・里見太助の手がかりを探す那由他は、従妹である灯花の協力を得て父からのメールの発信源を突き止めるが、それは宝崎市にある自身の旧宅から送られたものだった。
アナザーストーリー「覚悟を聞かせて」
プロミストブラッドの鈴鹿さくやは、いろは殺害計画が失敗したことで樹里に呼び出され、結菜に一線を越えさせないためにユニオンに情報を漏らしたことを正直に告げる。結菜は、ひかるにさくやを監視させ、もし自分たちを裏切るようであれば直接手を下すと樹里に伝える。さくやたちプロミストブラッドのメンバーは、二木市に神浜の魔法少女が侵入した場合は目的を探ったうえで始末するよう指示される。
後日、さくやはイベント出演のため二木を訪れたアイドルの史乃沙優希と彼女についてきた阿見莉愛・梢麻友ら神浜の魔法少女たちを始末しようとする。だが、沙優希のファンであるプロミストブラッドのメンバーに阻まれ、その気持ちにほだされたさくやは沙優希たちを逃がす。さくやは結菜に呼び出され、「さくやが勝てたら話を聞く」という条件で結菜と戦うことになる。さくやは敗れはしたが、なんとか結菜に一撃を浴びせたことで「半殺し」という制裁で済み、結菜に気持ちを伝えることに成功する。神浜に復讐する結菜の気持ちは変わらないものの、自身の気持ちを汲んでくれた結菜のためにさくやは覚悟を決めるのだった。

第4章
メインストーリー「彼方の群青」
争いで互いに被害を出すことを望まないいろはは、プロミストブラッドとの和解に一縷の望みをかけ、交渉を持ちかける。結菜はういにキモチを見つけさせることを条件に話を聞くことにするが、結果的に交渉は決裂する。原因は、プロミストブラッドの急所を探るべく観鳥令が起こした単独行動だった。使い魔が成長することで果てなしのミラーズの結界が各地に拡大し、それを使ってプロミストブラッドが行き来していることを知った令は、ミラーズを通じて自らの記憶を探るアリナと共に調査を行う。令・アリナと、それを制止しきれなかったひなのたちは魔女の反応のある神浜監獄へたどり着く。だがアオがそれを目撃したことで、神浜マギアユニオンが交渉の裏で動いていたとプロミストブラッドに判断されてしまう。令は監獄内で重要な情報を発見するものの、外に出た途端アオと交戦し、ソウルジェムを砕かれ命を落とす。
まさかの事態に令とはマギウス時代からの付き合いである牧野郁美が嘆き悲しんだ結果、キモチが出現する。いろはが自身が持つキモチの力を使うことで一撃を与え、郁美がとどめを刺し、8個の石が全て揃うことになる。結菜は街中に配置した部下にユニオンの魔法少女狩りを行うよう命令するが、彼女たちはキモチによって生成された結界に閉じ込められる。キモチはういを通じて、力の奪い合いに参加できる魔法少女を選抜したと宣言する。いろはたちみかづき荘の面々は、敵に居場所が割れており危険であることから、灯花の手引きで地下シェルターに移動、ここを拠点に今後の対策を練ることになる。
一方、南凪区のコンテナターミナルではキモチを巡る戦いの末、ユニオンと時女一族が連携してキモチを倒し、ちはるが石を得ることに成功していた。宝崎市でメンバーを増やしたネオマギウスがそこに現れ、プロミストブラッドとの決別を宣言。新たなリーダーとなったひめなは静香に手を組むことを持ちかけるが拒否される。ひめなの指示のもと、羽根の神楽燦と遊狩ミユリがちはるの腕を切り落とし、石を強奪する。
那由他は伯父である灯花の父に手はずを整えてもらい、同じく父の行方を探っている離婚した母と再会。父に関する調査資料を入手し、「湯国市」に手がかりがあるとわかって行動しようとする。その矢先に届いた父からの手紙には「魔法少女を救う手立てはどこにもない」という諦めの一文が記されていた。
アナザーストーリー「安全圏の苦悩」
観鳥令の死の翌日、ピュエラケアのヨヅルと月出里はリヴィアから、前日の出来事の調査と出会った魔法少女のケアを指示される。二人はその過程で、ユニオンとプロミストブラッドの衝突や、キモチによる魔法少女の選抜を知る。二人が立ち寄った喫茶店で出会った保澄雫は、令の死へのショックを隠しきれず、ソウルジェムを濁らせドッペルを発動させてしまう。二人は雫の友人である毬子あやかと言葉を交わし、今の雫に対し自分たちができることはないと悟る。一方、市外でキュゥべえと会っていたリヴィアは、かごめの動向を見張るよう依頼される。

第5章
メインストーリー「揺れて恋歌に霞む理想」
時女一族は、魔法少女に対する考え方の違いを理由に神浜マギアユニオンとの同盟を解消。ひめなは、ネオマギウスと似たような思想を持つと見なした時女一族の取り込みを図る。一方、ひめなから不可解な行動の理由を問い詰められたアレクサンドラは、自らが元々午前0時のフォークロアというグループに属していること、戦いの成り行きを見守っていることを明かす。
時女一族のすなおと青葉ちかはネオマギウスの集会に潜入し、静香たちを拠点である神浜市民会館に手引きする。ひめなは演説に加えて、三輪みつねの「認識改竄」の能力を持つドッペルを使って時女一族を洗脳しようとする。だが、静香が固有魔法を用いてそれを阻止し、さらに自ら壇上から訴えかけることで一族の結束を取り戻す。戦闘の末、ちはるはひめなから奪われたキモチの石を奪還する。三浦旭によって狙撃され、死亡したと思われたひめなだったが、実際はみつねの能力によって難を逃れていた。だが、ドッペルを続けて使った影響からかみつねは倒れ、下半身不随となってしまう。
ユニオンは、大学図書館で見つけた神浜監獄の地図と令が遺した写真を元に、監獄にあるプロミストブラッドの急所へのルートを割り出す。令の弔い合戦として監獄に入るが、迎え撃つプロミストブラッドの攻勢で窮地に陥り、さらにアオがキモチに身体を支配され暴走する。アオを何とか押さえ込むことはできたものの、ユニオンの作戦は失敗に終わり、株分けのミラーズによる神浜と二木を結ぶショートカットは他にもあることが判明する。
キモチを巡る戦いに参加できないみふゆたちは、アリナの記憶の在処を探るべくミラーズ内部の探索を行っていた。ある日みふゆとアリナ、居合わせたみかげと月出里がミラーズ内を探索していたところ、鏡が無数にある隠し部屋を発見。さらに魔力が集まることで強化された、他の地域から来たであろう魔女と遭遇することになる。
灯花とねむ、かごめは魔法少女の実態についてSNSなどを通じて拡散する計画を立てる。そして太助の助力を得るため、彼を探す那由他の協力を取り付ける。那由他はラビと共に、父の手がかりを求め湯国市へと向かう。また灯花とねむは、かごめが今後戦いに巻き込まれる危険を考え、彼女に憑依している風の伝道師のウワサを強化し、かごめは対話の末にウワサを完成させる。
魔法少女たちがそれぞれの思惑で動くその一方で、神浜では市長選挙も行われていた。その最中、演説中の灯花の父に観衆が石を投げつける騒動が起きる。
アナザーストーリー「善悪に惑う」
ひめなから「ネオマギウスと時女一族は魔法少女を特別視しているという点で似ている」と言われたちはるは、自分たち時女一族は人を見下してなどいないと憤る。他者が時女一族に抱く印象について思い悩む静香だが、同盟解消直後の神浜マギアユニオンには相談できなかった。静香は友人の空穂夏希に励まされ、人々の日常を守りたいという自身の思いが一族外の人に伝わっていたことを知る。さらに水徳寺の住職から性善説について説かれ、静香は誤解に対しても胸を晴れる自信を取り戻す。
時は流れキモチの石奪還後、静香は旭に、ひめなを射殺した件が本当に最善の手だったかを問いただす。しかしその行動が、静香が抱いたひめなへの殺意を旭が理解していたゆえだったということに気づき、静香はひめなの言葉によって再び苦悩することになる。

第6章
メインストーリー「薄氷のレゾンデートル」
ユニオンはプロミストブラッドが使うショートカットの位置を特定、2ヶ所から攻め込もうとするが、結菜の計略によって返り討ちに遭い、十七夜が重傷を負い、ユニオン内部にくすぶる東西間の不信感を払拭できないどころかさらに植え付ける結果となった。
ユニオンは改めて作戦を練り直し、プロミストブラッドが位置をずらす前に株分けのミラーズを破壊することを決定、明け方に決行することになったが、直前になってフェリシアがクレセントハウスから出て行ってしまう。過去に何かあると見た結菜が対象変更の魔法をかけたことで、フェリシアは両親が死んだのは自らの過ちによるものだと思いだし、惨状が残ったままのかつての自宅で自責の念に駆られ、キモチに囚われそうになる。いろはたちの説得を受けてもフェリシアは「両親から憎まれている」と考える中、かことあやめが連れてきた旭の降霊術で両親の霊が現れ、フェリシアを憎んでおらず大切に想っていることを告げ、フェリシアもその言葉を受けて生き続けることを決心する。
ショートカットを巡る戦いは十七夜が迷いを振り払ったアオの攻勢によって瀕死の状態となる中、いろはたちが駆けつけたことで一命を取り留める。また、鏡屋敷からターミナルを経由して株分けにたどり着いた一団も合流、郁美がキモチの力を使って株分けの魔女を倒すことに成功するが、力を制御できない郁美はそのまま身体が崩壊し消滅する。
プロミスドブラッドは郁美のも含め4つのキモチの石を手中にするが、この時キモチに本来の魔女の姿に戻りたいという意志があることが判明する。また、ユニオンは立て続けに仲間を失ったひなのが戦線離脱を表明、プロミストブラッドもショートカットを失い二木と神浜を自由に行き来できなくなったことから善後策を練る必要が出てきていた。さらにアリナもかりんを伴って姿を消していた。
ラビと共に湯国市を訪れた那由他は、ラビの旧知であるアレクサンドラを伴って父が定宿としていた民宿を訪れ、そこで父と再会する約束を得る。神浜に戻った那由他は里見メディカルセンターに向かうと、灯花の父が那由他の父を監禁状態に置くのを耳にする。その夜、灯花の父が再選したばかりの神浜市長と密談、みたまと静香は密談場所に仕掛けられた盗聴器の電波を傍受し話を聞くことに成功するが、その中で選挙中に起きた一連の騒動は市長の謀略によって行われていたことを知る。
魔法少女に起こる過酷な状況を目の当たりにしながらも、いろはは「あらゆる人を仲良くさせたい」という自らの信念は揺るぎないことをかごめに語っていた。それを立ち聞きしたラビはこのことを午前0時のフォークロアの会合の中で話し、墨家の思想に通ずると考えながらも、いろはの行動が一筋の光明だと思っていた。
アナザーストーリー「盾の隙間から変わる世界」
郁美の死後、以前より絵本作家を目指しているさなは夢を生み出す創作を現実逃避だと否定される夢を見てしまい、執筆が止まってしまう。そこにかごめが取材のために現れ、さなは現実と向き合うためにかごめの護衛を自ら引き受ける。
みふゆから情報を聞いた十七夜から行方不明となったアリナとかりんを探すべく、傷の浅い魔法少女たちが果てなしのミラーズを捜索しようとしていることを知ると、二人はミラーズへ。彼女たちはアリナと面識が無く、マギウスでの所業によりアリナを快く思っていないものの、郁美の死がきっかけでこれ以上の犠牲を増やさないために行動を起こした。結界内で魔女と遭遇し、さなの捨て身の特攻で撃破したものの、アリナとかりんは見つからず、一同は撤退。
今日一日の行動に意味があったのかと思い悩むさなはすなおに電話。そこで静香が性善説を説かれて以来、偏った善悪に固執し現実逃避していることとすなおが見た映像作品のことを聞かされ、後者は監督の幼少期の体験から来たものだと知りさなは先ほどの捨て身の行動を幼少期に見た作品の影響であり、さらにねむとの対話で創作には現実を変える力があると知らされる。

第7章
メインストーリー「トワイライト・レムナント」
ショートカットを失ったプロミストブラッドはユニオンと時女一族を潰すべく彼女たちを二木市へと誘い込む。
地理の有利とキモチが定めたルールの穴を突いた人数差で相手を追い込み、総攻撃を仕掛けるも雫の空間結合能力によって失敗、逆に背後を突かれ窮地に追い込まれるが、結菜は4つのキモチの石の力を得ていろはたちを圧倒する。しかし、仲間であるさくやが時女一族の南津涼子との一騎打ちの末に死亡、それを知った結菜は見境なく暴走してしまう。これに対しいろはは単身キモチの石による精神への干渉を行い、結菜と相互理解を果たして戦いを終結させる。
ラビの手引きによって監禁から脱した太助は那由他と再会するも、連絡を受けて追いかけて来た灯花の話に応じ、灯花の父の元に戻る。灯花の父は魔法少女の存在を知ったことで何らかの企みを考えていたが、太助は灯花の父や市長などが集まる会合で魔法少女の存在を否定する発言を行い、そのまま立ち去ってしまう。
一方、鳴りを潜めていたネオマギウスは再び動き出し、静香、アオ、そして十七夜に接触、さらに小さなキュゥべえも狙い始めていた。
アナザーストーリー「水面下の企み」
ユニオンとプロミストブラッドの決戦前、ひめなは他のグループに生存を知られまいと宝崎市に潜伏しており、合成の固有魔法を他人から物体に応用しようと特訓するが、燦の助力があっても一行に成功しなかった。
そのころななかたちは決戦に巻き込まれるのを回避するため、美雨のツテで宝崎にある蒼海幇と親しい組織に身を寄せていた。組織の手伝いを買って出たななかたちは倉庫に向かい、偶然ひめなと出会う。このままではひめなの生存が神浜に伝わり、ネオマギウスの今後の行動に支障をきたすこととなる。一方のななかもネオマギウスからの報復を懸念し、美雨の持つ「事実の隠蔽」の固有魔法で互いの遭遇を無かったことにしようとする。ひとまずひめなの記憶から事実を隠蔽することには成功したものの、直後に燦が現れ、さらに合流したひめなも記憶が蘇った。再びひめなに事実の隠蔽を行おうとするも、ひめなが土壇場で固有魔法を完成させたことで美雨の力を使われ、ななかたちの記憶から出会った事実が無かったことにされた。
固有魔法を完成させたひめなは拠点で検証を行い、合成の条件は魔力を保有する物同士でないと成功しないことを突き止め、後の計画が順調にいくと確信した。一方のななかは「美雨と同様の能力を持つ魔法少女がいると危ない」と、仲間たちと共に神浜に戻ることにしたが、宝崎を訪れたときに最初に感じた魔法少女の気配が変化しているのを感じ、言い知れぬ違和感を覚えていた。

第8章
メインストーリー「夢のなごりに芽吹く花」
ユニオンとプロミストブラッドとの合流については、それぞれの内部対立を孕んだ状況ではあったものの、ユニオンには結菜が、プロミストブラッドにはいろはが、それぞれ出向いて話を行うことで内部での協調と互いの方向性の一致を見る。時女一族も合流に賛同するが、その一方で旭の古傷に疑問を感じた静香たちは本家での情報を手がかりに出身地の湯国市へと向かうが、そこで旭を始めとする魔法少女が一般人から迫害を受けていたことを知る。
旭も自らの口で残った4人によって午前0時のフォークロアを結成していることを明かし、自らの判断で静香たちの元から去っていった。那由他も太助とラビから直接事情を聞かされ、当初は憤りを感じるも、最終的に父やフォークロアの4人と行動を共にすることになる。そうした中、着々と体制固めを進めてきたネオマギウスは他勢力からの取り込みを図っていた。
一方、ミラーズ内部ではアリナが鏡の魔女の元となった魔法少女、瀬奈みことと対話し、彼女の過去、そしてなぜアリナの中で残留思念として生きているかを聞いていた。みことは自らの復讐心とアリナの滅びを求める状況に共通点を感じ彼女に寄生しており、アリナもみことから返された自らの記憶からみこととの利害の一致を見て、彼女と行動を共にすることを決める。
3グループの会合の日、キモチの石をいろはに集約しようとしたその時にキモチが暴走、何とか倒して押さえ込むが、ういは異変を感じ取っており、それを示すかのようにキュゥべえが姿を見せる。キュゥべえは小さなキュゥべえから自動浄化システムの管理権限を簒奪、既にシステムを自らのコントロール下に置いていることを明かすとともに、キモチの力の制御にはイブのオリジナルであるういが必要であると語った。そこで改めてういに石を集約させようとするが、ネオマギウスの襲撃とともに、みたま・十七夜・静香・アオが自らの理想を実現させるべく自らのグループから決別しネオマギウスに加わると宣言する。これによりいろはを中心とした3グループの連合と4人を取り込んだネオマギウスの2大勢力の対立へと構図が変わっていく。
そのころ、灯花とねむは万年桜の元へ太助・那由他・フォークロアの4人・かごめを呼び出し、魔法少女の周知を実現させるべく万年桜のウワサ（柊桜子）の協力を得た作戦を実行、第一段階として自らの贖罪とこれからの希望をかけて、禁じられていた魔法少女への変身を行い自爆する。
アナザーストーリー「最後の引き金」
4人の魔法少女がネオマギウスに加わる前、十七夜とみたまはユニオンの魔法少女から鏡の魔女がみことの成れの果てであることを聞かされた。みたまは自分の願いが原因でみことが魔女化し、神浜の滅亡は回避できないのでいっそのこと願いを受け入れようと決意し、十七夜も身内が西の人々から迫害を受けたがためにネオマギウスへと加わる。

第9章
メインストーリー「光差す正機迷宮」
ネオマギウスの出方が分からず、迂闊に手を出せない状況でいる中、十七夜からやちよの元に内通の連絡が届き、罠だと警戒しつつ向かったもののみたまの力で無力化されてしまう。目的はクレセントハウスが無人になった隙に電波望遠鏡のセキュリティ通知が届くパソコンの破壊だった。
ネオマギウスは人々を恐怖と絶望で屈服させるべく電波望遠鏡を押さえ、計画に必要な魔法少女の拉致と敵であるプロミストブラッドの動向を掴もうと目論み、前者は美雨の固有能力に目をつけ、後者は月咲を引き込む。時雨とはぐむは電波望遠鏡のセキュリティ解除のためみつねを迎えに行くも、彼女からひめなの恐るべき真意を知り、みつねと共に逃亡を謀りユニオンに協力を求めた。また、ひめなを調整した際に心を見たリヴィアは、ひめなの意思が危険すぎる上にラビの見る諦念に突き進みかねないと、中立を破棄し魔法少女を守るべく調査を開始、そして背後にキュゥべえが関わっていたことを確認する。しかし、ひめなは心のよりどころとしていたアレクサンドラが離れていったことで歯止めがきかない状態となっていた。
一方、ちはるとすなおは静香を連れ戻すべく、借り受けた樹里のキモチの石による対話を試みる。さなの描いた絵本を追体験する形で人がなぜ悪に落ちるかやどんな人が救いを求めているかを知らせ、静香は目を覚まし時女一族の仲間たちもこれからは静香を支えると決意する。
ひめなの計画を阻止しようと電波望遠鏡に魔法少女たちが集まったその時、ひめなは美雨の確保に失敗した代わりに燦とミユリによって拉致されたみふゆの眩惑の魔法を望遠鏡で発信してしまう。神浜市内の一般人は魔法の力によってネオマギウスに従わない限り飲食ができない状況となり、生殺与奪の権利を握られることになる。
那由他はフォークロアの4人、そして太助と湯国市に赴き、以前訪れた時女一族同様魔法少女への迫害に遭う。父からは魔法少女の存在を広めることは宇宙の意思に反する行為であり、絶望を生むだけだと説明されるも魔法少女の幸福を求める那由他は納得しなかった。
アナザーストーリー「見えずとも消えないもの」
湯国市にて那由他はラビと彼女の母との交流を見て、フォークロアの4人が撲滅派に居場所を追われたことに納得がいかず、彼らの説得を試みるも無意味に終わり、ラビたちによって事故が起こった現場へと案内されその辛い過去に涙する。しかし諦念を受け入れる彼女たちに対し那由他はそれを受け入れることができず、むしろ諦念を消し去ろうと決意した。

第10章
メインストーリー「疾走ドラスティックラバー」
ひめなの計画が実行され、彼女が魔法少女の存在を世間に伝えるまで残り11時間。このままでは魔法少女が人類に敵視されてしまうため、一行はそれまでに市内の放送網を押さえ、みふゆと天音姉妹が協力して人々にかけられた暗示を解くことに決める。一方みかげはみたまと十七夜を改心させるべく、既に月夜とともに始めていた東西の人々が手を取り合うための「仲良し大作戦」をももこに提唱する。
湯国市に向かったアオは撲滅派を痛めつける様を生配信する予定であったが、駆けつけたプロミストブラッドの面々はちはるから譲り受けたキモチの石でアオの恐怖の心を治すことで阻止した。また、みかげの考案した作戦を発展させた、東西対立改善のための「神浜市の未来のための学生会議」設立の署名活動に多数の学生が署名し、魔女に操られたところをみかげたちに救われた市長も記者会見を行い、報道特番にコメンテーターとして出演していたやちよも学生会議について語った。さらにみたまと十七夜に関わりのある人々が想いを告げることでみたまと十七夜は未来に希望を見出すことができた。
一方、いろはたちは燦と激突。無敵の防御を持つ彼女にみふゆが幻惑を見せることで戦意を喪失させ、ひめなの居場所を聞き出しそこに向かう。一方で月夜も月咲を発見し、十七夜とみたまとみふゆの説得によって月咲はネオマギウスを抜ける。
ひめなのところに集まった一行は彼女を追い詰め計画を阻止しようとするも、頭の中の彼氏を認めてくれない環境に失望しており、最期に魔女化しようとした。しかしそこに駆けつけたアレクサンドラによってソウルジェムを浄化され、彼女の説得でようやく思いとどまり、フェリシアの忘却とみふゆの幻惑を合成し、さらにラビが天音姉妹を強化することで今回の騒動を無かったことにした。
神浜での騒動が収まり、午前0時のフォークロアの面々も未来に希望を見出せた一方で、太助はいつまた宇宙の意思が介入するかと不安を抱いていた。また、十七夜とみたまは責任を取るためどこかへと姿を消し、リヴィアたちはその足取りを追うことを決めていた。かごめは自身の願いの形が固まっており、キュゥべえからもこれまでの経緯から強い因果を持っていると告げられたが、今は願うときではないと契約を見送ることにした。
そのころ、かりんは鏡屋敷へと足を運ぶ。
アナザーストーリー「向こう側の水面に映る影」
竜城明日香・美凪ささら・木崎衣美里の3人はネオマギウスがばら撒いた魔女たちを片付けた直後、いろはと連絡を取った際に学生会議設立のための署名サイトの拡散を依頼される。ユニオン内のグループチャットで他の魔法少女同士と連絡を取り、知り合いの動画配信者がいる莉愛から協力は得られたものの、沙優希は事務所の意向により断られてしまう。
美雨からはハッシュタグとトレンドの利用を提案されるも、関連づけ可能な話題が見つからない。その時、水樹塁から工匠区の橋の近くに魔女に操られた人々が東を迫害してきた罪悪感から自殺を図ろうと集まっていることを知らされ、一同は人々を抑える中で彼らの心の弱さや東への無知を知り、魔法少女たちはその強さや東西関係なく互いに交流し知識を得ていたことから、自然と東西の問題を回避していたことに気づかされる。
魔女が倒され、解放された人々は東の人を傷つけた罪滅ぼしのために署名サイトへアクセスし、さらに沙優希が自身のゲリラライブをファンに拡散させ、これに関連づけて署名サイトも拡散させたことでアクセス数の急増に繋がった。この時タグに使われた沙優希の新曲「#私も一緒、私が一緒」は莉愛が配信で語った「東西間での人それぞれに大きな差は無い、私も一緒」がヒントとなって思いついた曲名だったが、莉愛がこのように語ることができたのも「価値観の変化で容姿が良いだけではCMが取れなくなってきている」という現実から、「『美貌が欲しい』という自分を守るための願い・欲求が無自覚に他人を傷つける価値観となっていた」ということに気づかされたからだった。

第11章
メインストーリー「喜びと悲しみの終幕流転」
いろはたち各チームのリーダーはラビと太助から午前0時のフォークロアが諦念に至るまでの経緯を説明され、そこにやって来たピュエラケアの3人が十七夜とみたまの説得を引き受ける。密かに魔女化しようとしていた2人にリヴィアは自身の凄惨な過去を見せ、キモチから解放させた。いろはは再びキモチの石を集め、ういと小さいキュゥべえ、そして静香、結菜、ひめな、ラビ、かごめと共に自動浄化システムの中に入る。
一方、アリナを連れ戻しに来たかりんはみことによってミラーズの最深部へと案内され、人類が繰り返してきた滅びの歴史を見せられ、最後には戦国時代の神浜にて、西の水名露と東の千鶴の健闘も虚しく東西の争いが止まらなかった過去も見せられるも、かりんは人間は絶望と希望の両方を求めているグレーな存在だと主張。それを聞いたみことは神浜の現状の結末がどうなるかの実験としてひめなが放棄した未使用の仕掛けを発動し、3人でその様子を観察することなる。
その頃、仕掛けが発動したことで自動浄化システムの外にいる魔法少女達は倒れてしまい、絶望したラビはキモチに支配される。いろははういと小さいキュゥべえと協力してラビの心の中に入り、キモチを受け止め融合した姿（∞いろは）となる事でラビをキモチから解放する。ういは自動浄化システムのコアと一体化する事をかごめに打ち明け、かごめはキュゥべえが二度と自動浄化システムに干渉できなくなる事を願って魔法少女となった。
それを見届けたみことはアリナに自身の人格を鏡の魔女に返還する事を求め、アリナはかりんに対しこれから神浜が滅べばこれからも滅びを追求し、滅ばなければ改心する事を約束する。
アナザーストーリー「交錯のルポルタージュ」
ネオマギウスの騒動が収まったタイミングで、かごめは各チームの魔法少女の現在を取材しに行く。プロミストブラッドは過去の自身の愚かさや過ちを胸に抱えつつも、未来を見て前に進もうとしていた。時女一族は世間の流行を学んでおり、それは日の本の未来と自身の願いを守る為である。ピュエラケアはヨヅルと月出里がリヴィアの過去を覗いた事でわだかまりが生まれており、かごめはリヴィアから直接過去を知らされなかったものの、リヴィアの闇を察する。ネオマギウスからはひめなの計画が知れたことで解散の危機が訪れたが、仲間と共に羽根達を説得して阻止した事を聞かされる。
そしてラビと太助が湯国市の惨劇を語る直前、かごめは魔法少女になる覚悟を決めており、アルちゃんは灯花とねむが自爆した事で自身も身を投げ打とうとしたのではと推測する。

第12章
メインストーリー「結ぶ永久の彩り」
大勢の魔法少女を救うべく自動浄化システムを広げようとした矢先、みことと一体化し完全体となった鏡の魔女が結界を広げ、コピー体による攻撃によって作戦の要である小さなキュゥべえが消滅した事で阻止されてしまう。駆けつけたかりんや直後出現したアリナによれば、みことは現代との矛盾を修復できない程に過去を変え、タイムパラドックスを起こして宇宙ごと滅ぼそうとしているという。
みことの目論見を阻止するため、一番奥にある巨大な鏡の中に魔女がいると考えた一行はバリアを形成する他の鏡の破壊に乗り出し、倒れた魔法少女から合成能力で力を借りたひめなが一斉に破壊したが、もう1枚のバリアがあることが分かった。さらにかごめとアルちゃんの尽力やキュゥべえからの情報提供で、みことの真意は過去に遡って人類が誕生しない世界を作り上げること、そして巨大な鏡は過去へ向かうための入り口である事が判明する。
巨大な鏡を守るリーダー格のコピー体も苦戦しつつも、それぞれの元の魔法少女が倒したことでバリアを消すことに成功。ういによって回収されたエネルギーを使ったいろはの一撃で巨大な鏡の破壊に成功したが、その瞬間魔女によってういが殺され、自動浄化システムとういの持つ回収能力も魔女の手中に落ちてしまう。
ういを失って絶望するいろはだったが、かごめの説得によって与え合う優しさの大切さを思い出し目を覚ます。一方ヨヅルと月出里は二人の固有能力を用いてコピー体を従わせる事に成功し、コピー体からかりんがいつの間にか魔女になりかけの使い魔から奪っていた手鏡が、過去や別次元を繋ぐ役割があることを知る。いろははこの手鏡を使って過去からういと小さなキュゥべえを連れ、再び三人で融合して魔女を倒そうと決める。
魔法少女達が次々と魔女になり、神浜の各地が崩壊していく中、いろは達はこの出来事の起こりとなった北養区へと向かう。途中ドッペルを出したまま魔女に操られる仲間が立ちはだかるも、それを引き受けた静香達に未来を託され、いろはは先を急ぎようやく元の場所へたどり着く。しかしそこにリヴィア達ピュエラケアがいろはとかごめを魔女化させて物事を終結させようと攻撃したが、それは魔女の攻撃からいろはを守るための捨て身の作戦だった。
犠牲も出し、いろはとかごめは取り囲まれるなか、意識を取り戻したやちよ達がいろはの元にたどり着く。死に際の中でひめなの提案により各チームの魔法少女の命と希望をやちよに託すことで、やちよ達をいろはの元へ向かわせたのだった。
やちよ達から最後の望みを託されたいろははかごめと共に過去へと遡ろうとするが、かごめが灯花の父と太助の犠牲を経て持ち込んだソウルジェムとキモチの石を介して繋がった灯花とねむから「過去から二人を連れてくればタイムパラドックスが生じ、世界は崩壊する」と告げられる。そこでいろはは鏡を通じて過去の自分達に今までに起きた出来事を伝え、起きうることを阻止し未来をやり直してもらうことを選択。かごめが得てきた情報を葉っぱに込めて過去に送り出そうとするも、自身を操っていたピュエラケアから解放されたコピー体によって阻止され、そのまま二人は命を落とす。
しかしいろはの最後の祈りが通じたことで、かごめの手にあった葉っぱが過去へと向かう。これから起こり得る出来事を知らされた過去のいろはとういは、その出来事を阻止するべく先手を打ってコピー体を倒し、小さなキュゥべえと融合した。更に灯花とねむもウワサの女王として目覚め、眠っていた魔法少女をウワサに変えて目覚めさせ、彼女達と共に魔女に戦いを挑む。途中見えない障壁と攻撃に阻まれ、少しずつ追い詰められていくものの灯花の変換能力によって攻撃を可視化させ、障壁を破壊する事で魔女は正体を表す。
かごめがこれまで記録してきた中から魔法少女それぞれの未来への希望を元に力を得たことで、魔女の四本の腕をそれぞれのチームが破壊する。魔女はいろはに狙いを定めるが、死にあらがう必死な姿にアートを見たアリナが貼った結界による守護を受けたうえで、いろはは皆の希望にういと灯花とねむの能力を込めた一撃を頭部に与える。その時、いろはの前に魔女の元となったみことの思念が姿を表す。攻撃の手を緩めないみことだが、風の伝道師のウワサが鏡の向こうから様々な次元の魔法少女を集め、みことを追い詰めていく。
希望を説くいろはに対し、みことは大昔に死んでいった魔法少女の絶望を説き、力を貸したうえでいろはに救いを求める。そしていろはは魔法少女の足跡を見ていく過程で自身が些細な出来事で生き延びた過去を知り、自身の能力が「巻戻し」である事を認識、この力によってウワサとなった少女達を魔法少女に戻す。しかし一度に多数の少女を戻した事で灯花とねむを含め、周囲から存在を認識されなくなってしまった。そして自動浄化システムを世界中に広げ、いろはの中に宿ったみこと達の呪いは消えていった。
その後、魔法少女たちはそれぞれの未来に向かって歩みを進み始める。それと共にやちよ達みかづき荘の住人は再びいろはに会える時を待つ日々を送ろうとしていた。一方いろはとういは世界中の魔法少女の記録を集め、灯花とねむはそれを編集していた。魔法少女の存在が世間に正しく伝わるその日まで。

### ピュエラ・ヒストリア
2023年1月27日より展開を開始した、6つの時代の魔法少女たちにまつわるストーリー。各時代それぞれ期間限定イベントとして開催し、同年3月10日よりイベント終了後随時メインストーリーとして組み込まれるとともに、現代神浜編が平行して進行する。全ての時代をクリアすると、Pillar of Tomorrowに突入する。
現代神浜編
様々な時代の魔法少女達を記録するため、6つの時代を巡っていた∞いろはだったが、現代に戻った直後突然意識を失い姿を消し、さらにいろはに紐付いていた灯花も影響を受ける状況にあった。現代の神浜市でも自動浄化システムが正常に機能しておらず、いろはの魔力が感じられない事態が発生していた。
危機的状況を察したかごめとやちよは万年桜に向かうと、桜子とねむが現れ事情を説明する。ねむによれば、いろはは時を超える鏡を作ったが、いろはの魂は自動浄化システムと繋がっているためそう簡単には動けない。そこでねむがいろはのソウルジェムを空間ごと運べるよう「魂の器」を作り、魂と肉体の距離をごまかすことで過去と現代を行き来できるようにしていた。しかし、現代に魂を置いて過去で行動することで時空のねじれが生じ、いろはの概念が崩れ、自動浄化システムにも影響を及ぼしていた。
いろはが消滅すれば自動浄化システムも消滅するため、ねむはいろはの概念を過去の時代から回収するよう依頼、やちよはみかづき荘の面々と各チームのリーダーを呼び出し協力を取り付けた。ねむは概念回収用の空の魂の器を準備、それによって回収した概念をういの持つ器に転送する手はずを整えた。そしてねむの分身が入った6つの時代の本を用意、それぞれの時代に魔法少女が向かうことになる。
現代に残ったかごめはアルちゃんを使ってユニオンの魔法少女たちを呼び出し、やちよ・フェリシア・桜子・ねむと共に事情を説明、協力を取り付けるが、いろはの魂の器を守っていたやちよとフェリシアは魔力の消耗が激しく倒れたため、みたま及びピュエラケアが2人を回復させた。それでも事態の改善の兆しが見えないため、やちよとフェリシアの提案でミラーズ内部に巣くう魔女を狩ると同時に現代でのいろはの概念を集めることになる。その一助とすべくねむは今回の事態が起こったのはみことに原因があるのではないかと考え、桜子にみことを記録した本を持ってくるよう命じる。
持ってきたみことの本は開けようにも、いろはとアリナ以外心を開かないみこと本人のように開かない。そこでかごめが情報収集能力を使って本から情報を抜き出せるか試みる。その過程でみことの記録にたどり着くも探りを入れすぎるあまり、その記録からの干渉を受ける。かごめはみことの記録に今回の件への関与について問うが、みこと自身何もしておらず、むしろいろはが約束した過去と未来の魔法少女も救う事を信じているため力を貸して成り行きを見守っている、今後は探りを入れずにいろはの中にいる本物のみことと仲良くなってほしいと告げるとともに、付近に以前から何度も見ている魔女（象徴の魔女）がいることも明かした。
やちよたちは鏡の魔女と戦った場所を訪れるがいろはの概念は感じ取れなかった。一旦グリーフシードをもって万年桜に戻ると、かごめから近くに魔女がいることを告げられる。みたまが探ると微弱な反応があり、指示された空間をやちよが切り裂くと結界が出現するが、そこにいたのは使い魔だけだった。倒すと調整の際に使う魔力の塊を落とすことから、みたまとリヴィアは調整が元で特定の魔女の魔力反応に気づけなくなっている可能性があると推測。それとともに使い魔を倒したことで概念が戻ったことから、以前からその魔女によって概念が奪われている可能性が浮上し始めた。さらにかごめがみことからの情報として、この魔女は古代から存在し、株分けの魔女も世界中で数を増やしながら広がってきたこと、親の魔女は自分の分体を作り出し、それを時間を超えて操りながら自身が生き抜く力を得ようとしていること、時間に干渉し続けたことで力を消耗しているため歴史を改変できる力までは持ち得ていないこと、そして水名城の地下に巣くって魔女化した露を喰らい、今もなお生き続けている魔女がいることを告げる。
この魔女がいろはの概念を奪っていたと断定したやちよとフェリシアは桜子を伴い、他の魔法少女たちとともに魔女を倒すため水名城へ向かい、魔女を倒し概念の回収に成功。また万年桜には過去へ向かっていた各チームが戻っており、概念も揃ったところでいろはが姿を現し再会を果たす。それもつかの間、魔女の本体にいろはとやちよは取り込まれ、過去の分体を吸収したことで巨大な姿を現し、辺りは魔女の結界と化していた。
神浜の戦神子編
最初に過去に向かったのは鶴乃とさな。そこは1540年頃、相磨の国と呼ばれていた戦国時代の神浜一帯だった。そこで現代においてやちよと鶴乃がドラマで演じた「梶の葉伝説」の主人公である、水名の当主水名正綱の娘、戦神子の水名露と出会う。
露によれば相磨の国は守護の隅谷とその一門が悪政をしき、それに反発する正綱は対立、縁組みの話を断ったことから外様扱いを受け、本来の水名から北養に配置換えされ、代わりに守護代の熊井が水名の地を治め、あわせて隅谷が狡猾だった先代から臆病な当代に代替わりした事で相磨全体も代わって統括していた。また、当時飢饉も起こり、農民達は徳政を求め一揆を起こすまでに困窮していた。さらに水名は「泰党」と呼ばれる東側の山賊団が妖魔（魔女）を操っているとされることから何百年も対立関係にあった。
そんな折り、露は鶴乃・さなとともに凪津の浜辺で妙な声が聞こえるという噂を調べにやってきた。そこで妖魔の気配を感じるとともに、泰党の頭領万守山右衛門の娘である戦神子の千鶴に出会う。露と千鶴は妖魔を巡って対立するも、落ちていた貝殻から不思議な声が聞こえたことで興が冷め、千鶴は去って行く。2人が仲違いしたままでは史実と異なる結果になりタイムパラドックスも起きかねないため、伝承上のカササギに成り代わって2人の仲を取り持つべく行動を起こし始める。
しばらくして、戦いの中で露と千鶴が直接相まみえることになるが、消耗の果てに露が拾った貝殻から声が再び聞こえたことで、千鶴は山右衛門が燃やそうとした書状を露に託す。それは水名の群印が押された紛れもない本物であり、そして水名と水徳寺、泰党は遙か昔に同盟を結んでいたことが判明する。ここから水名と泰党は裏で手を結ぶことになった。
その後隅谷は徳政を行おうと考え始めるも、その実施前に巧生と水徳寺が徴税を始め出す。徴税を始めた者たちは「泰党が軍備を整え始めている」と証言、ついには隅谷が泰党討伐に乗り出し始めた。状況が不穏さを見せるなか、千鶴は水徳寺に潜入、住職の玄雲の密談を聞いて真実を知るも、捕らえられてしまうが、露によって助け出され、知り得た真実を露を通じて正綱に伝えた。それは熊井が隅谷を殺害して下克上を図り、泰党を滅ぼしその地を領地にしようと考えていた玄雲と利害の一致を見て結託していた、というものだった。
正綱は泰党攻めに加わった他の領主たちに密書を送り狼煙をあげた。戦いの場では軍勢に囲まれた山右衛門が降伏を告げようとしたとその時、隅谷を狙う矢が放たれ露がそれを防ぎ、熊井と玄雲は泰党を攻めろと命令するも、企みが露見した状況では軍勢は動こうとしなかった。観念した熊井と玄雲は処分を受けるが、玄雲については水名からの助命嘆願もあったことから追放処分となった。正綱は本来の領地である水名に戻り、改めて山右衛門とも手を結ぶことになる。いろはの概念を回収し終えた鶴乃とさなは、この後歴史上起こること、東西対立や水名城の落城、露と千鶴の魔女化を憂慮しながら現代に戻る。
アレクサンドリアの蜃気楼編
時女一族は紀元前31年の古代エジプトのアレクサンドリアへと向かう。この時代ではいろはが女王クレオパトラ7世の周囲を調査していたことから、静香達もクレオパトラに接近しようとした所、女王に仕える魔法少女エボニーと出会い対立。共倒れを防ぐべく停戦状態に持ち込むも、騒ぎを大きくする訳にもいかず静香達は一旦町を離れて情報を集めることとなる。
その後再びエボニーと対峙するが、静香達と別行動を取っていた旭の援護で難を逃れ、静香は自分達が調べたメトの一族の情報が正しいかをエボニーに確認をとったところ、概ね正解であった。エボニーが所属するメトの一族は歴代のファラオの為の願いを一族の少女にキュゥべえに願わせ、ファラオに出奔する事で庇護してもらっていた。当代のファラオであるクレオパトラに至ってはその美貌も頭脳も少女たちの願いで得たものであり、エボニーはファラオの為だけの自分の人生を自嘲する。
しかし静香達も大人によって強制的にキュゥべえと契約された身であり、歴史が変わるリスクを背負いつつもエボニーを宿命から解放しようとする。メトの一族の長老との話し合いの末、女王に感謝と詫びを伝える事を条件に解放の許可を貰い、一同は女王の囚われている館へと潜入。だが女王は多くの願いを叶えてもらった影響で身も心も歪んでおり、後をつけてきたメトの一族の刺客によって毒殺されてしまう。それを目の当たりにしたエボニーは急速に汚れを溜め込んだため、静香達の必死の呼びかけで魔女化を防いだ。
事の真相を長老に問い詰めると、彼は魔法少女の心を壊せば魔女化する事を知ったうえで刺客を送り込み、醜態を晒した女王の始末とエボニーの魔女化を目論んでいた事、そして女王の息子であるカエサリオンに取り入って一族の命脈を保つ旨を明かした。だが魔女に操られていた長老はその場で自害し、静香達は魔女を倒しいろはの概念の回収を完了させる。こうして宿命から解放されたエボニーは静香達と別れた後、新たな人生を歩むために一人砂漠へと旅立っていった。
ヴィークのワルキューレ編
ヴァイキングが隆盛を極めていた1060年代後半の北欧。暁の戦士団の集落はイスヴィークの一族の襲撃に遭い、首領のアルネを始め一族は壊滅し、アルネの娘であるオルガとその妹ガンヒルトはスレール（奴隷）としてイスヴィークの集落に連れてこられ、虐げられず大切にもされない日々を送っていたが、ある夜オルガは白い姿のフィルギャ（精霊）を見たという。
翌日、イスヴィークの集落が襲撃に遭うが、この時襲ってきた熊の爪の戦士団の長である老戦士エッベがかつてアルネに世話になった恩義から姉妹の配下になると申し出て、ガンヒルトの推挙も有りオルガが団長に就任することになり、団の名は姉妹の戦士団に、集落もイスヴォルに改名しここを拠点とした。だがこれはオルガがフィルギャと思っていたキュゥべえにガンヒルトが「オルガを首領とする戦士団を結成したい」と願ったことで起きた事であり、魔法少女の宿命と妹の行動力による戦士団の隆盛を見たオルガは以前のように妹に接する事ができなくなってしまう。
一方いろはの概念を集めつつ、歴史干渉を避けるべく事の成り行きを見守っていたプロミストブラッドの4人だったが、姉妹を見るうちに感情移入するようになる。そしてねむからヴァイキングの行く末、その発端となるスタンフォード・ブリッジの戦いが間もなく起こることを聞かされ暗澹たる感情に包まれていた。
やがてノルウェー王ハーラル3世がイングランドへの大規模な遠征を計画していることを知ったガンヒルトはオルガや戦士団共々ハーラルに協力を申し出る。フルフォードの戦いで戦果を上げたガンヒルトを見てハーラルも関心を示すようになるが、続くスタンフォード・ブリッジの戦いではハロルド2世率いるイングランド軍に囲まれ窮地に陥る。そうした中魔法少女の性質ゆえ何本もの剣で貫かれても死なずに戦うガンヒルトを見て、ハーラルはこの状況がガンヒルトによる呪いによって起こったものだと誤解、オルガ共々殺そうとするが返り討ちに遭う。ハーラルを殺したことで自身と姉の夢が潰えたと絶望したガンヒルトは急激に穢れをため込み、魔女へと化した。戸惑うオルガは結菜達によって逃がされるが、「自らの手でガンヒルトをヴァルハラへと送り出す」ことを願って魔法少女となり、その手で魔女となったガンヒルトを倒す。直後戦場の空で天翔る馬に乗ったオルガの姿を見たハーラル軍は彼女をワルキューレと見なし最後の力を振り絞っていた。
オルガは一度戦場を離れるも再び舞い戻るが、そこは屍だらけの惨状であった。ガンヒルトの死も含めこのようになったのは自分のせいだと嘆き悲しむなか魔女が出現するも、追いついた結菜達が加勢。今回姉妹を見届けることになったのは二木市での苛烈な出来事を経験していたこと、そして義姉妹の絆の結びつきがあったことが理由だとねむから聞かされ、その上でこの経験を踏まえた結菜はオルガにガンヒルト達の分も生き続けるよう諭し、魔女を倒すのを引き受けた上で逃がした。オルガが走り抜けた先には夕日に照らされた海辺。オルガは海を見つつ妹のことを思いながら生き続けることを決意するのだった。
チベットのラクシャーシー編
時女一族に同行する旭を除いた午前0時のフォークロアの3人は、モンゴル帝国の侵攻を受けている13世紀のチベットを訪れる。歴史上ではラクシャーシーと呼ばれる人物によって戦いが終わりチベットはモンゴルの支配を受けるが、被害が最小限に済むよう取りはかられた上にチベット文化も尊重された。このことからいろはの概念回収の手がかりとして魔法少女と思われるラクシャーシーの動向を追うことになった。
しかし、魔女に操られたモンゴル軍の襲撃に遭い、アレクサンドラとうららは捕らえられ、ラビとねむはラクシャーシーがいると思われる尼僧院の町に逃げ込む。そこで院長を務める少女僧のドルマから親友のヘルカがラクシャーシーになるのを阻止し、モンゴル軍を倒すよう頼まれる。ヘルカからもモンゴル軍の脅威の前に諦念に囚われており、過去に唯一救えたドルマを守るよう頼まれることになる。
だが、ねむによればいろはの記録上では少女僧は存在していなかった。さらに尼僧院がラクシャーシーの育成機関になっていたことや、尼僧院に侵入し捕らえられたモンゴル兵からは「ラクシャーシーが最初にモンゴルを攻めてきた」と発言したことから、後世に伝わる正しい歴史とのずれが生じている事が判明。現代への影響を避けるべく「ヘルカがラクシャーシーとしてチベットの平和を守る」という本来の結末へ導くよう歴史への干渉を行うことになった。
一方アレクサンドラとうららは将軍ドロアダイからラクシャーシーと見なされ、尼僧院への侵攻に協力するよう促され、ヘルカとともにモンゴル兵に変装してやってきたラビからも事情を聞いた上でモンゴル軍の情報や動向を掴む意図で協力を承諾。しかし町に戻り裏口から入るヘルカとラビの姿を、後をつけてきたモンゴル兵に見られてしまう。ドロアダイは襲撃を決め、それを聞いたアレクサンドラとうららは情報を伝える。少女僧たちは迎撃するもモンゴル軍の策にはまり、町が襲撃を受ける。
ヘルカは諦めの境地に陥るが、ラビからの諭しを受けると共にドルマに連れられて町へ退却。尼僧院で他の少女僧を叱咤するドルマの様子を見て、自分が失敗ではなくドルマを失うことを恐れていたこと、彼女を守ることができたら自分の生に価値があることを悟り、この時代ジャータカと呼ばれていたキュゥべえに出会い、この争いの原因となったラクシャーシーに関する記憶の消去を願って魔法少女になった。ヘルカの願いにより停戦状態に持ち込む事ができ、尼僧院も本来の戦災孤児の集まる施設へと認識が戻った。一方ドルマはチベット有数の教団である白い丘の教団へ入団するため旅立っていった。
やがてヘルカは自らの教団を率いて旅をし、そのかたわら魔女退治も行っていた。ヘルカの教えはモンゴル軍をも取り込んでいき、兵の中でもヘルカの信者とそうでないものの同士討ちが繰り広げられたことから、ドロアダイはヘルカ教の村を焼き払うよう命令を受けた。その頃ドルマは白い丘の教団の座主からヘルカと繋がりを持つよう依頼を受ける。一方ラビ達はラクシャーシーについて何らかの手がかりがないか尼僧院にある経典などを調べ始めるが、その最中に村がモンゴル軍の襲撃を受け、尼僧院に戻ってきたドルマも巻き込まれる。助けられたドルマはヘルカに戦いを終わらせるよう願った。
ヘルカは全てを終わらせるためドロアダイとの会談を提案。会談当日、ヘルカは同行者を売り渡す代わりに自らをモンゴルの将にするよう交渉を始める。しかしこれは総大将である第2皇子コデンを交渉の場に出させること、自らが不利になる嘘をつきその身を犠牲にしてまでコデンからチベットの地位の維持を確約させること、そして周囲から向けられる憎しみを元にこの争いの元凶である魔女をおびき出すことにあった。ヘルカはラビ達の協力を得て魔女を倒すことに成功するが、力を使い果たし倒れてしまう。
ドルマはヘルカを抱え逃走、やがてヘルカが育てていた青い花が咲き乱れる場所へとたどり着く。ドルマは青い花がヘルカの象徴、この場所こそがシャンバラだと言い、ヘルカはドルマに自分の真意を告げた。捕らえられたヘルカは処刑され、自殺に失敗し生き残ったドルマはこれからヘルカが悪女だと伝わることに悔しさを募らせる。ラビはヘルカについての真実、ラクシャーシーの救世主としての解釈を綴り後世に伝えるよう告げ、その後ドルマはモンゴルに向かい新たなモンゴル文字の普及に取り組みつつ、ヘルカの真実を記した碑文を各地に建てていた。
邪馬台国の跡目編
3世紀、弥生時代の日本で暮らす少女、トヨは、周囲から「祟り神の子」と呼ばれ、災いの源として忌避されてきたが、邪馬台国の女王ヒミコに憧れ、少しでも近づけるよう鬼道の修練に励んでいた。そんなトヨがある日ヒミコの後継者候補として選ばれたことで邪馬台国へと向かうが、その途上で狗奴国の兵に追われているレナ、さらに助けに来たかえでとももこに出会う。レナたちはねむの指示を受けトヨを魔法少女にするために現代からやってきたのだが、持っていたねむの分身が宿る本が魏からの贈り物であると思った兵は、本を持っていたレナがトヨであると勘違いし、本を奪いレナを追っていたのだった。
兵を追いやったことでトヨとレナたちは一緒に邪馬台国へと向かうことになり、その過程で友達になる。しかし邪馬台国に到着するも、実はヒミコの弟が勝手に候補者を決めていたこと、またこれまで祓い巫女（魔法少女）を後継者候補に選んできたものの、祟り神（魔女）による厄災によって全員命を落としていたこともあり、ヒミコはトヨたちを追い払ってしまう。さらにトヨは狗奴国の兵から自分が狗奴国王ククチヒコとヒミコとの間に生まれた子であることも知らされる。
だが、トヨはヒミコの信頼を得るため、その命を受けて日照りが続く村の雨乞いを買って出る。最初は上手くいかず、さらにトヨが神懸かりを起こしたことで住民から忌避されるが、レナたちがトヨをかばい住民を説得、さらにトヨはレナたちと協力して川から村に水を引くことで村を豊作に導き住民やヒミコからの信頼を得ただけでなく、ヒミコもトヨが自分の子であることを認めた。以来トヨはヒミコを補佐する立場に着くが、親子としてはその接し方が互いに分からず、距離感がつかめずにいた。
その矢先、邪馬台国では稲が凶作に陥り、食料が枯渇する事態が起き始める。さらにトヨは原因不明の神懸かりを発症、身体を動かせず床に伏せた状態に陥ってしまう。一方でヒミコの弟は狗奴国との繋がりを持つことから和平を提案するが、トヨを自らの傀儡にする、最終的にはククチヒコの父の支配下に置かれる可能性があるとしてヒミコは弟を見限り、自らの国はもちろん、トヨを守るために狗奴国との戦いを始める。
戦争の中でかつてトヨが豊作に導いた村が狗奴国の襲撃を受けたことで、トヨは自分が最初の仕事の地を守るため満足に動けない身体で向かおうとし、レナとかえでの協力を得て到着、撃退に成功する。ヒミコとももこが合流したその時魔女の気配を感じたレナたちは、この事態の原因はこの魔女にあると察し、倒すため結界へと入った。その直後キュゥべえが現れ、事情を聞かされたトヨはヒミコの制止を振り切って魔法少女となり、レナたちに加勢し魔女を倒した。
トヨは自らの固有能力を使って求める人材を得ながらヒミコの代わりを務めるようになり、人々とともに国作りを行っていく。ヒミコは以前から患っていた病が悪化し、ついには床に伏せるようになり、トヨに看取られながら息を引き取った。ヒミコの死を受けてトヨは母の後を継いで女王に即位した。概念を回収し終えたレナたちはトヨとかねてより行こうとしていた海へ行って遊び、別れて現代へと戻っていった。
その後、女王として邪馬台国を治めながら、祓い巫女として祟り神退治を続けていたトヨは、祟り神を倒した泉で母を想うあまり自らの力を使うと、女官が現れヒミコの命を受けて彼女が作った神薬を辺りに塗り続けていたこと、そして石を渡しこれを打つようにと告げた。トヨが石を打つと、以前伏せていたときに見たいと言った大量のホタルが石からの火花に呼び寄せられ、辺りはその光に照らされた。母からの最期の贈り物を前に、トヨは母からの愛情への感謝と母がいない悲しさから泣き崩れるも、国を豊かにするため決意を新たにしていた。
パクス・ロマーナの恋人編
ひめなたちネオマギウスは、79年のポンペイにいたアマリュリスという魔法少女の元へ向かうことになった。アマリュリスはヴェスヴィオ山の噴火で壊滅したポンペイを救うために魔法少女になり、歴史を改変していた。その軌跡を辿ればいろはの概念も回収できるという。しかし、ひめなたちが過去へ向かう途中、魔女の襲撃を受け、その後本にあったアマリュリスの記述が不安定になるとともに、不安定な時空へ突入、そこではぐむ・燦・みつねと時空の狭間ではぐれ、ひめなは時雨・ミユリと共に77年のポンペイにたどり着き、そこでコルネリアという貿易商の娘と、その双子の妹ユニアに仕えるアマリュリスと出会う。
アマリュリスはポンペイの噴火災害で唯一生き残ったところにクビウス（キュゥべえ）と出会い、過去に戻ってこの出来事を知らせ街を救うために魔法少女として契約、76年時点の自分に生まれ変わり、彼女の話を唯一信じたコルネリアと共に行動しようとしていた。アマリュリスは数多くの人が災害に巻き込まれたと話すが、その点に引っかかりを覚えたねむは、本来後世に伝わる住民の大多数が避難に成功したという歴史と分岐していること、そしてその歴史に進むためのアマリュリスの行動をひめなやねむたちが妨害し、これによりタイムパラドックスが生じたと推測、さらにひめなはヒコ君からの意見として彼女らの接近によって魔女を刺激し活性化、これにより歴史が不安定な状態になっていると考えた。
そのため、ひめなたちは正しい歴史に導くためアマリュリスの行動を支援、コルネリアがポンペイの名門の息子マリウスと婚約させ、彼の家の発言力によって都市参事会を動かし、避難を促せるようにすることになった。その矢先に魔女からの妨害を受けるも撃退、晩餐会でコルネリアとマリウスの仲も良くなったことから、ひめなたちは次の時代、77年の夏に進む。
この頃にははアマリュリスとコルネリアは有数の勢力であるイシスの教団に噴火が起きることを予言として伝え広めるよう活動、他の町への議会工作や買収工作も行うなど、あらゆる手段で手を回していた。翌々日のコルネリアの誕生日のマリウスとの戦車競走の観戦を控える中、使い魔が干渉し競走に出場する左利きのヒラルスが騒動に巻き込まれてしまう。そこでコルネリアが機転を利かせ彼を保護、所有することにした。当日、ヒラルスは連戦無敗を誇ったマクシムスに勝利。ヒラルスはコルネリアに勝利を捧げると共にマリウスに経緯を話し、マリウスもコルネリアへ好印象を持つ。コルネリアはマリウスに向き合う決心をし、立ち聞きしてしまったユニアにも婚約の意思があることを話すと、ユニアも姉を応援するようになる。また、イシス教団の神官もこれから起きえる事に興味を示し、アマリュリスの話を信じるようになり、将来への布石を取り始めた。
78年の夏に移ると、この頃には様々な集団の協力が得られたことで噴火に関する噂が広まり、地震の増加でコルネリアの父などの有力者は商業拠点の移転を検討、住民の中には他の町へ移住する者も現れ始め、参事会にも影響を及ぼしていた。アマリュリスたちは対岸のミセヌムに渡り、海軍提督・博物学者のプリニウスに接触、噴火に関する話や今後起きること、中でも翌年皇帝ウェスパシアヌスが倒れ、長男のティトゥスが即位すること、プリニウスが噴火で死ぬ運命にあることを伝えるとともに協力を要請する。プリニウスは話を信じたものの、アマリュリスたちに協力できないと断られてしまう。だが、翌日ティトゥスから使わされた兵士が面会依頼のためにコルネリアの元を訪ねてくる。コルネリアとアマリュリスはティトゥスと面会し事の次第を伝えたが、確証を持てないティトゥスはその場では協力を断るも、プリニウスが動けるよう黙認状態を取る。面会後マリウスとのピクニックの場でコルネリアはマリウスから親から婚約の承認が得られたと知らされ、ユニアからも祝福を受けた。
噴火が間近に迫った79年8月、地震が頻繁に発生、住民の避難も着々と進んでいった。そして噴火が起きポンペイに灰と煙が降り注ぐ。コルネリアたちが避難させようとするが、魔女の口づけを受けた多数の住民たちが戻ろうとする。ひめなたちはコルネリアやアマリュリスに別れを告げた上で結界に入り、コルネリアたちもヒラルスなど解放された奴隷たちの協力を得て住民を押し戻しにかかる。ひめなたちが魔女を倒すと最初の時空の狭間に戻り、はぐむたちと再会。そして最初に現れた魔女を協力して倒すことに成功。そのまま現代に戻ることになるが、ひめなの思念とアマリュリスのことが記された本がリンクし、ひめなはアマリュリスの重大な秘密を知ることとなった。
一方のポンペイではプリニウスによる艦隊の協力も得てコルネリアたちは無事に脱出、ネアポリスへと向かうが、その船にはアマリュリスの姿はなかった。別の船に乗っていたアマリュリスは自らの魔法を解き真の姿であるユニアへと戻った。全ては最初の歴史で愛した婚約者や姉などを失い、歴史をやり直すための、そしてあらゆる想いを押し殺してまで愛する人々を救うためのユニアの行動だった。贖罪の想いが強いユニアは姉たちとは別の場所へと向かっていった。
Pillar of Tomorrow
魔女の結界は神浜どころか世界中を覆い尽くすまでに広がっていった。魔法少女たちはいろはとやちよを救出すべく、使い魔を撃退しながら魔女の身体を登っていき、かごめがみことの記録から聞き出した弱点かつ2人が囚われている頂上の黄金像を目指していくが、強化され数も増え続ける使い魔や株分けの魔女からの攻撃に苦慮し、黄金像を攻撃するもキズ一つ付かない状態だった。
その頃、内部のいろはとやちよは過去の魔法少女たちの記憶を見せられる。その中にはこの魔女の元となった古代の魔法少女の、希望を持って願ったこととそれによって得られた繁栄、そしてその後起きた絶望的な状況を知ることになる。これを見たやちよはいろはにある事を提案し、実行に移す。それはいろはが過去の魔法少女に力を与えて支援しつつ、やちよはいろはが作った鏡を用いて過去に向かい、口伝されている「円環の理」のように過去の魔法少女の希望を未来へ繋ぐ使者となることだった。
やちよは自らの固有能力によって何千年にもわたる魔法少女たちの希望を受け継いだ姿となって神浜に戻り、他の魔法少女たちに魔女を牽制させながら力を収束させ、その力を黄金像めがけてぶつけ、倒すことに成功する。こうして歴史を超えた戦いは終わりを見せた。しばらく後、変身を解き元の姿に戻ったいろはとういは、マギアレコードの管理を灯花とねむに委ねつつ、やちよたちみかづき荘の面々からの出迎えを受けていた。

### 魔法少女まどか☆マギカ scene0
2023年10月3日より開始の、原作アニメ『魔法少女まどか☆マギカ』の前日譚となる新ストーリー。
Film.1
見滝原中学校の3年生、愛生まばゆは陰キャで友達の少ない少女。ある日家で大好きな映画を見ていると、突如として自分以外の時間が意図せず止まる現象に遭遇、以来それに翻弄されるようになる。
それと共に叔母の咲笑が営むケーキ屋「レコンパンス」の近辺にいる野良猫のエイミーが車にはねられるも奇跡的に回復する、自動車工場の見学中に不思議な空間に迷い込む、時間停止後に謎の爆発に遭遇するなど、様々な出来事を経験しながらも、時間停止の原因を探っていた。
その過程で時間が停止している間動ける人物を追っているとクラスメイトのマミを目撃、さらに彼女や杏子、同じ学校のまどかやほむらが魔法少女として魔女と戦っている事を知ることになる。
時間停止の原因を彼女達魔法少女に求めようとマミの後を付けるまばゆだったが、そのことに感づいていたマミから警告を受け逃げ出そうとするも、魔女の結界に迷い込み、魔女の手下に殺されてしまう。
Film.2
まばゆが目を覚ますと生きているどころか元の時間に戻っていることに気づく。さらに時間停止の現状も再び発生していた。再び原因を探ろうとしたときにキュゥべえから声をかけられ、勧誘されるのかと思ったところ実はまばゆは既に魔法少女だったこと、そしてキュゥべえにもまばゆが契約した際の記録が無いことを知らされる。
時間停止の原因はほむらの固有能力による物だと知る一方で、自らがどのような願いで魔法少女になったかわからないまばゆだったが、試行錯誤の末自分の固有能力が光への干渉と気づく。これを応用して身を潜めながらまどかたちの動向を探るうちに、魔法少女の魂がソウルジェムになっている事、そしてソウルジェムが穢れきった末に魔法少女は魔女へと化すという真実を知ることになる。
ワルプルギスの夜との死闘もむなしくまどかとほむらは敗れ、まどかはほむらに自分の意志を託すとともに魔女になる前に殺すよう告げた。まばゆはそれを見届けるとともに、ほむらの3周目という発言から、自分は1周目を知らないことに気づき、次の周回に賭ける形でほむらの時間遡行で元の時間へと戻っていった。
Film.3
ほむらがまどかを救うため時間を繰り返していると知ったまばゆは、傍観するのを止めて関与し始める。しかしほむらの前に出ようとすると、彼女は容姿も性格も変わっていただけでなく、まどかの契約を阻止するためキュゥべえを無残に消しており、その様子を見たまばゆはためらいを見せるが、直後キュゥべえが再び出現する。キュゥべえは複数存在することを知ったまばゆは意を決してほむらの前に姿を見せ状況を説明するが、ほむらは覗かれていたことを知り嫌悪する。
明くる日、まばゆは魔法少女に成り立てで魔女に苦戦するまどかを助けようとするが、強さのあまり窮地に陥る。間一髪のところでほむらが救うが、ほむらはまどかが契約済みであるため次の周回へ進むこと考え、まどかとは距離を取ろうとしていた。そんなほむらをまばゆは叱咤していると、突如自らの魔法が発動、この後魔女がほむらを捕らえ、それを助けようとまばゆが飛び込むも魔女によって命を落とす光景を見る。最初はためらうまばゆだったが、ほむらの信念を尊敬しているからこそと、次の周回に賭ける形で起きうる未来をなぞって命を落とした。
Film.4
まばゆは魔女に殺されたものの、ほむらの時間遡行能力により元の時間に戻る形で生還を果たす。まばゆは早速ほむらと接触、ほむらは前回の行動からまばゆを信頼しており、まばゆは自分に近く起こる未来を見ることができる能力があることを告げ、これにより2人は共闘することになった。こうして魔女と戦いながらまどかを魔法少女にさせないよう行動していた2人だが、ある日病院に出現したお菓子の魔女と戦う中で、まどかは「あの魔女を絶望から解き放ってほしい」と願って魔法少女になってしまう。さらにその願いの影響で魔女からその元となった百江なぎさが生まれることになる。
まどか・ほむら・まばゆはなぎさの幸せのために行動し始めるが、なぎさは夢で見たことや杏子に問い詰められたことから自分が魔女だったこと、そして自分がマミを殺したことを確信し、さらに杏子も殺したことで罪悪感に苛まれることになった。そうしたなか、まばゆは占い師だった母との過去を思い出すとともに、まどかとほむらに対してはなぎさにありったけの想いをぶつけるよう伝え、2人もそれに応える。そしてまばゆはもう一つの力、「記憶のフィルムを切り取る能力」でなぎさの悪夢を切り取ることで彼女を救った。
4人でワルプルギスの夜に対峙するが、やはり歯が立たない。だが、まどかたちはなぎさと過ごした時間がかけがえの無いものだと伝え、自分は他人から認められないと思い込んでいたなぎさはその言葉を受けて絶望から解放され消え去った。まどかは絶望しないと約束し、次の周回に向かうほむらとまばゆにその運命を託した。
Flim.5
なぎさの一件も踏まえ、まどかが魔女と接触しないよう動くほむらとまばゆだったが、まばゆはまどかの契約の鍵を握るキーパーソンとしてさやかに接触、彼女をレコンパンスの手伝いに迎え入れた。しかしながら、まばゆはさやかの表情の変化に気づく。
そうした最中、幼なじみの上条恭介の見舞いに度々訪れていたさやかが気づかぬ間に魔法少女になり、それに乗じる形でキュゥべえがまどか接触する。契約を阻止しようとするほむらと、素性を隠して自分に近づいてきたまばゆの2人が魔法少女だと知ったさやかは嫌悪し決別、まどかもさやかのために契約を結び、互いの溝が埋まらないまままどかとさやかはワルプルギスの夜に挑み、ほむらとまばゆは時を繰り返すことを決めた。
Film.6
同じ時を繰り返すことにより、ほむらは発生した出来事のフローチャートを作成、まばゆはそれを生かしまどかの契約を防ぐため再びさやかをレコンパンスの手伝いに誘った。さやかはまばゆを信頼する一方、まばゆはさやかの行動を追う中で、「恭介のケガを治し再びヴァイオリンを弾けるようにさせてあげたい」という願いや彼への恋心が根底にあると分かり、まばゆも最初は説得するも自身にも母が死に至るまでの状況があったことから折れる形となり、さやかは契約を結ぶ。
そうした中同じく幼なじみの志筑仁美も恭介に恋心を抱いており、さやかに対し恭介に直接想いを告白すると宣言した。思いが揺れ動くさやかはまばゆに相談、恋心への覚悟を決めていったのだが、魔女との戦いを経て自分が既に人間では無いと嘆き、ソウルジェムを投げ捨てたことで倒れてしまう。ほむらとまばゆはソウルジェムを回収しようと追いついた途端、さやかを救うためまどかは契約を結んでしまう。4人の魔法少女はワルプルギスの夜へと挑むが、勝ち目が無いと悟ったほむらは再び時間を戻す。
Film.7
まばゆは恭介のケガが治らないのを承知の上で、さやかに契約をさせないよう決心、これまでの経験やさやかの性分も利用して契約しない方へと誘導していく。
ところが、さやかが契約を結ぼうとするのを止めようとしたとき、キュゥべえをまばゆが感知できることがばれてしまい、さやかは信頼を置いていただけに裏切られたと憤慨、怒りにまかせて契約を結んでしまった。
友だち面でさやかを操った自分を嫌悪するまばゆだったが、ほむらに謝るよう叱咤されたことで、まどかと共にワルプルギスの夜と戦うさやかに加勢、謝罪と自らの思いの丈をぶつける。恭介の件は許せないものの、その想いを受け入れたさやかはまばゆとともに特攻していく。

## 設定・用語

### 舞台となる都市・施設

#### 神浜市（かみはまし）
9つの区から成る人口300万人近い大都市で、魔法少女に関する噂が多く、後述するドッペルにより「魔法少女がそのままの姿であり続けられる場所」とされている。見滝原市をはじめとする様々な都市で魔女が減少している中、神浜にだけは潤沢に魔女が出現している上に、ここに出現するものは使い魔も含めて他の町よりも強力なものばかりだという異常事態に見舞われている。
市の東西で経済格差や対立があり、魔法少女の間でもやちよ・みふゆが率いる西側（新西区・水名区・参京区・栄区）と十七夜が率いる東側（大東区・工匠区）、そしてひなのが率いる中央地帯（中央区・南凪区）でおおよその派閥がある。
神浜市の区
新西区（しんせいく）
ももこ・かえで・レナのチームが活動する地区で、やちよの自宅である「みかづき荘」や、みたまの「調整屋」、うい・灯花・ねむが入院していた「里見メディカルセンター」などがある。
地区内にある学校は神浜市立大附属学校で、いろはやももこたちが通っている。
水名区（みずなく）
かつての城下町で、歴史を感じさせる古い街並みが残る地区。隣接する新西区とは水名大橋で結ばれており、電車でアクセスできる。ある男女の悲恋にまつわる昔話や、会いたい人に会える「口寄せ神社のうわさ」があり、それに関連した町おこしのスタンプラリーが行われている。また、古くから「水名の女子は格式と伝統を重んじ、歴史と土地に恥じない立派な女子になるよう努めるべき」という風習がある。
地区内にある学校は水名女学園で、さなや月夜が通っている。
参京区（さんきょうく）
鶴乃の実家が経営している中華料理店「万々歳」や、時女一族が神浜での拠点とする水徳寺がある。
地区内にある学校は参京院教育学園で、ねむが通っている小中高一貫の学校。
中央区（ちゅうおうく）
東側と西側のどちらにも属さない中立地帯。巨大な電波塔がそびえ立っており、この電波塔に纏わる「電波少女」の元になったのが、「名無しさんのうわさ」である。第2部ではピュエラケアの拠点となるトレーラーハウス「ケアトレーラー」が停車している。
地区内にある学校は中央学園で、フェリシアが通っている。
栄区（さかえく）
中央区に隣接し、ファッション街などがある。
地区内にある学校は栄総合学園で、アリナとかりんが通っている。また、ひめなが所属する「神浜未来アカデミー」もある。
工匠区（こうしょうく）
「男子は職人として尊重されながら仕事をし、女は男を支えながら家を守る」という、やや時代錯誤な風習が残っている地域。プロミストブラッドが神浜での拠点とする旧車両基地がある。
地区内にある学校は工匠学舎で、月咲が通っている。
大東区（だいとうく）
神浜市の中でも特に治安の悪い地区として知られている地区。眞尾ひみかが住んでおり、みと・れいら・せいかが住む神浜大東団地、ネオマギウスの拠点となっている神浜市民会館もあるほか、南凪区との区界近くには神浜監獄がある。
地区内にある学校は大東学院で、みたまと十七夜が通う小中高の一貫校。
南凪区（みなみなぎく）
蒼海幇が活動の拠点としている海に面した地域。午前0時のフォークロアはこの地域にある神浜水族館を拠点としている。
地区内にある学校は南凪自由学園で、メインストーリー第1部終了後、桜子こと万年桜のウワサがこの学校に通い始める。
北養区（ほくようく）
市の北側の山に面した地区。まなかの実家が経営している洋食屋「ウォールナッツ」や「万年桜のウワサ」、ワルプルギスの夜を呼び出すのに使用した電波望遠鏡のある天文台があるほか、マギウスの本拠地「ホテルフェントホープ」もここにあった。
地区内にある学校は 聖（）リリアンナ学園で、灯花が通っている。
鏡屋敷
神浜市内の東側の廃墟にある、鏡の魔女が果てなしのミラーズと呼ばれる特殊な結界を張っている館。結界自体は元々は中央区に出現したものだが、その特殊性から普通の魔法少女にとっては危険と判断され、鏡によって誘導されるという魔女の性質を使って一般人が立ち入らない廃墟に誘導し、みたまを管理人として立てる形で厳重に管理されるようになった。
結界内部は鏡によって構成されたような複雑な迷宮構造となっており、また本人とは鏡映しながら正反対の性格のコピー魔法少女も出現する。
使い魔が成長して魔女と化した場合にも同様の結界が生成されるが、かつて大東区のまやかし町にこの結界が発生した際には鏡屋敷にある大元の鏡の魔女の結界とも接続されていた。このことからミラーズは2つの地点を行き来できる一種のワープゾーンとなっており、やちよとみたまはミラーズを経由することで少なくともプロミストブラッドが二木市と神浜市を行き来していること、さらに鏡の魔女の成長に伴い使い魔の魔女化と結界生成に応じて鏡屋敷内の結界はそのターミナルとして機能していると推察している。
また、灯花とねむが調べたことによる推論として、同一時間軸上にある過去あるいは未来と、もしくは並行世界とも鏡屋敷内のターミナルを介して相互接続している可能性が出てきており、事実過去にまどかたちが倒した見滝原市に出現する魔女が現在の神浜市に出現している。ただし、時間軸・並行世界と接続している場合はターミナルにある合わせ鏡となっている鏡を壊すことでこの現象は解消でき、記憶も白昼夢のような状態で残らないという特性も持つ。
クレセントハウス
メインストーリー第2部第4章終盤から第10章までの、いろはたちの拠点。他のグループからの襲撃を避けるため、いろはたち「みかづき荘」の住人の避難先として灯花が提供した隠れ家。元々は、神浜の要人や里見グループの避難用に作られたシェルター施設である。通常の生活を過ごせる住居としての設備のほか、管理用のスーパーコンピュータやメディカルルームなども設けられている。

#### その他の地域
宝崎市（たからざきし）
いろはの出身地で、黒江（アニメオリジナルキャラクター）が住む町。いろはが以前所属していた宝崎市立第一中学校や、那由他が所属する宝崎順心学園、燦とミユリが所属する宝崎市光塚中等教育学校、いろは・ういや那由他がそれぞれかつて暮らしていた家もある。市内の光塚地域では、伝統の火祭りが行われている。
見滝原市（みたきはらし）
原作アニメ『魔法少女まどか☆マギカ』の舞台となる町。
時女集落
霧峰村（きりみねむら）にある、時女一族の集落。人工衛星にも映らず、携帯の電波も届かないほどの深い山奥にある。魔法少女や魔女の存在を一般住民が認識している。魔法少女は「巫（かんなぎ）」、魔女は「悪鬼」、使い魔は「悪鬼の子分」、ソウルジェムは「宝石」、グリーフシードは「悪鬼の魂魄」など、独自の呼称を用いる。
素質がある一族の少女は思春期を迎えると久兵衛様（キュゥべぇ）と契約して「巫」となり、日本を支える存在として「悪鬼」と戦う。かつては神官である神子柴（みこしば）の一族が巫たちを支配し巫の願いを利用、政財界との密約によって決められた願いを少女に願わせることでそれを実現させ、その報酬として政治家や大企業から金銭を受け取り、村を潤わせていた。「宝石が濁りきった巫は成人とみなされ集落を出る」とされていたが、実際はそうなった巫は川に落とされ殺害されていた。『深碧の巫』において悪事が露見した神子柴は自害し、現在は住人たちが観光地化などで集落の再生を模索している。
霧峰村には霧峰中学校があり、すなおが通っている。
二木市（ふたつぎし）
神浜市から離れた場所にある都市。市内を流れる川を挟んで北側の虎屋町（とらやまち）地区を紅晴結菜が、南側の竜ケ崎（りゅうがさき）地区を大庭樹里が、それぞれチームを組んでテリトリーとしていた。魔女化の真実を知った魔法少女らによってキュゥべえ狩りが行われていた。マギウスの計画の影響で魔女が枯渇していた時期があり、その際には魔女とグリーフシードを巡って「血の惨劇」と呼ばれる凄惨な抗争が起きた。
市内には虎屋町学園、竜ケ崎学院、蛇の宮中学・高等学校があり、それぞれひかると結菜、樹里、アオが通っている。また、湯国青波学園の系列校が近隣に所在し、湯国市を離れたうららが転入している。
湯国市（ゆくにし）
ラビ率いる午前0時のフォークロア所属の魔法少女の出身地である温泉地。日本海側に面した県にあり、神浜市へは新幹線を使う必要があるほど距離が離れている。ラビの実家の民宿「大地のゆりかご」、ラビが通う湯国市立岩切山高等学校、アレクサンドラが通う湯の花国際中学・高等学校、旭が通う湯国市立湯国学園、うららが通っていた湯国青波学園がある。山間部には旭など時女一族の分家が暮らす朱鷺集落と呼ばれる一帯がある。
ラビたちは魔法少女のことを世間に知らせる活動を行い、また魔法少女になる前のうららが地元ケーブルテレビ局の番組で語ったことなどから、魔法少女のことが噂として一般人に広まっていたが、魔女がきっかけで起きた事故を機に太助も力を貸した信頼回復も虚しく魔法少女への迫害が行われている。それによって魔法少女の数は減少していき、新たに魔法少女になる者も現れなくなりキュゥべえも姿を見せなくなった。このため市内の魔法少女はフォークロアの4人しかいない。

### その他
ウワサ
第1部に登場する本作品オリジナルの敵キャラクター。
キモチ
第2部に登場する本作品オリジナルの敵キャラクター。
ドッペル
神浜市内で魔法少女のソウルジェムが穢れきった際に発動する力。
自動浄化システム
灯花が発案したシステム。うい・灯花・ねむがそれぞれキュゥべえの能力を1つ奪い、魔法少女たちの穢れを「回収」、利用可能な魔力エネルギーへと「変換」、その魔力を「具現化」して宇宙に返す役を担うことで、地球上に存在する魔法少女たちの魔女化とエントロピーの問題を解決しようとした。マギウスの翼の事件後、このシステムをめぐって各地の魔法少女たちが神浜市に集うことになる。
魔法少女至上主義
マギウス時代の灯花とねむが説いた、「魔法少女は一般人の上に立つべきであり、その存在を知らしめ、魔法少女が世界の頂点に立ち人々を支配する」という理念。マギウスの翼の根本理念の一つであり、魔法少女の救済を望む羽根たちの精神的よりどころとなっていた。組織壊滅後も時雨とはぐむがこの理念を実現させるためにネオマギウスを興し、興味を示したひめなが加入している。
神浜マギアユニオン
「ワルプルギスの夜」の討伐後に設立された神浜市の魔法少女たちの連合同盟で、メンバーはチームみかづき荘、ももこたちのチーム、十七夜とひなの、アリナを除く元マギウスとその翼が中心となっている。拠点は竜城明日香の実家である竜真館の道場。目的は現状神浜市内でのみ機能している自動浄化システムを世界に広げること。市内の魔法少女には同盟へ入るよう勧誘を行っているが、全員が参加しているわけではない。
調整屋
通常の魔法少女と異なり戦闘はできないが、他の魔法少女のソウルジェムに干渉し、魔力の引き出しや治療を行うことができる魔法少女のことを指す。その資質があるとされているのは「呪いのような大変なことを願ったがために魔女と戦えない体で生まれた者」であるとされる。また、そのような魔法少女は何かしらの感覚に障害が生じることが多い。一般的に、どの魔法少女に対しても中立であることが求められ、対立する魔法少女も調整屋では争わないことがルールとなっている。
梶の葉伝説
水名区に伝わる伝承で、戦国時代からしばらく経った時代、飢饉と圧政によって領民が苦しむ中、当時の魔法少女の「戦神子」である水名の姫の水名露が、同じく戦神子で東側の盗賊の娘の千鶴と共に手を取り合い、領主に立ち向かったとされる。決起した日が七夕当日であったことから、後に人々が露と千鶴に平和の願いを託すようになり、短冊の元となった梶の葉にちなんでこのように呼ばれるようになった。

## 登場キャラクター
本作品が初登場となるオリジナルの魔法少女に加え、原作アニメ『魔法少女まどか☆マギカ』の魔法少女や、外伝漫画作品の魔法少女も登場する。

## スタッフ
- 原作 - Magica Quartet[注 1][37]
- キャラクター原案 - 蒼樹うめ[公式 1]
- 魔女・ウワサ・手下監修、ドッペル原案・監修、シナリオ協力 - 劇団イヌカレー（泥犬）[公式 1][38]
- 魔女・ウワサ・手下原案 - f4samurai[公式 1]
- 脚本 - f4シナリオチーム[公式 1]
- アニメーション制作 - シャフト[公式 1]
- アニメーション音楽 - 梶浦由記[公式 1]
- ゲーム音楽 - 井上泰久、小澤享平、古屋沙樹、古川亮、千葉"naotyu-"直樹、斎木達彦[公式 1]
- 開発・運営 - f4samurai[公式 1][38]
- ディレクター - 田口堅士[38]
- プロデューサー - 外山祐介（アニプレックス）[3]、佐藤允紀（f4samurai）[4]

## 音楽

### テーマソング
「かかわり」
TrySailによる第1部テーマソング。作詞・作曲は渡辺翔、編曲は倉内達矢。
「余白のほんね」
環いろは（麻倉もも）による第1部エンディングテーマ。作詞・作曲は渡辺翔、編曲は市川淳。
「シグナル」
ClariSによる第2部イメージソング。作詞は磯谷佳江、作曲は小野貴光、編曲は湯浅篤。
「うつろい」
TrySailによる第2部テーマソング。作詞・作曲は渡辺翔、編曲は伊藤翼。
「フレッジ」
チームみかづき荘による第2部エンディングテーマ。作詞・作曲は渡辺翔、編曲は湯浅篤。
「GLOW」
シユイによる『魔法少女まどか☆マギカscene0』主題歌。作詞・作曲・編曲はツミキ。

### キャラクターソング
「国宝ハイエンド」
史乃沙優希（Machico）によるキャラクターソング。作詞・作曲は渡辺翔、編曲は佐々木裕。
「山茶花の跡」
時女一族によるキャラクターソング。作詞・作曲は渡辺翔、編曲は森谷敏紀。
「ホームメイド」
チームみかづき荘によるキャラクターソング。作詞・作曲は渡辺翔、編曲は倉内達矢。
「叶えちゃお」
カミハ☆マギカによるキャラクターソング。作詞・作曲は渡辺翔、編曲は清水哲平。
「Bulimia」
Promised Bloodのキャラクターソング。作詞・作曲は渡辺翔、編曲は河田貴央。
「イデオロギー」
ネオマギウスによるキャラクターソング。作詞・作曲は渡辺翔、編曲は家原正樹。
「cinis」
佐鳥かごめ（高尾奏音）によるキャラクターソング。作詞・作曲は渡辺翔、編曲は前口ワタル。
「演葬」
午前0時のフォークロアによるキャラクターソング。作詞・作曲は渡辺翔、編曲は睦月周平。

## 漫画

### マギア☆レポート
公式ウェブサイトにて連載されていた、本作品の公式宣伝漫画。「いろはちゃん」と「まどか先輩」をメインキャラクターとして、ギャグを交えながら、本作品の解説や原作アニメ『魔法少女まどか☆マギカ』のおさらいなどを行う。作画はPAPAが担当。
ゲームリリース前の2017年3月10日から8月22日にかけて、週2回の頻度で全46話が連載された（単行本第1巻収録）。ゲームリリース後の2017年9月19日からは、『マギア☆レポート2』のタイトルで第二部が開始され、週1回の頻度で新たに第1話から連載されている（単行本第2巻以降収録）。
2019年7月より再放送された『魔法少女まどか☆マギカ』の枠内にて、後述の『マギアレコード』テレビアニメ版の予告CMとして、PAPA描き下ろしの漫画を用いた本作品のアニメCM「マギレポ劇場」が放送された。また、『マギアレコード』テレビアニメ版においても、芳文社発行の関連書籍のCMの一つとして、まどか先輩といろはちゃんが新刊を紹介するアニメCMも制作されている。
ゲームのサービス終了日となる2024年7月30日更新の第343話をもって連載を終了した。
- Magica Quartet（原案） / PAPA（漫画） 『マギア☆レポート』 芳文社〈まんがタイムKRコミックス〉、全7巻[40]
  1. 2019年3月22日発売、ISBN 978-4-8322-7078-7
  2. 2019年4月19日発売、ISBN 978-4-8322-7083-1
  3. 2020年4月3日発売、ISBN 978-4-8322-7183-8
  4. 2021年4月5日発売、ISBN 978-4-8322-7268-2
  5. 2022年4月4日発売、ISBN 978-4-8322-7358-0
  6. 2023年4月1日発売、ISBN 978-4-8322-7453-2
  7. 2024年10月25日発売、ISBN 978-4-8322-9582-7

### マギアレコード 魔法少女まどか☆マギカ外伝
本作品のメインストーリーの漫画化作品。『まんがタイムきららフォワード』（芳文社）2018年10月号より連載されている。作画は富士フジノが担当。
- Magica Quartet（原作） / 富士フジノ（作画） 『マギアレコード 魔法少女まどか☆マギカ外伝』 芳文社〈まんがタイムKRコミックスフォワードシリーズ〉、既刊11巻（2025年5月12日現在）[41]
  1. 2019年3月22日発売、ISBN 978-4-8322-7077-0
  2. 2020年1月4日発売、ISBN 978-4-8322-7147-0
  3. 2020年2月4日発売、ISBN 978-4-8322-7160-9
  4. 2021年6月11日発売、ISBN 978-4-8322-7280-4
  5. 2021年12月10日発売、ISBN 978-4-8322-7330-6
  6. 2022年8月10日発売、ISBN 978-4-8322-7385-6
  7. 2023年3月10日発売、ISBN 978-4-8322-7443-3
  8. 2023年10月12日発売、ISBN 978-4-8322-7492-1
  9. 2024年6月11日発売、ISBN 978-4-8322-9555-1
  10. 2024年10月10日発売、ISBN 978-4-8322-9577-3
  11. 2025年5月12日発売、ISBN 978-4-8322-9634-3

### マギアレコード 魔法少女まどか☆マギカ外伝 アナザーストーリー
本作品のアナザーストーリーの漫画化作品。芳文社の漫画配信サイト『COMIC FUZ』で第1話を2019年3月29日に先行公開し、同年5月22日より連載開始。作画はU35が担当。
- Magica Quartet（原作） / U35（作画） 『マギアレコード 魔法少女まどか☆マギカ外伝 アナザーストーリー』 芳文社〈まんがタイムKRコミックスフォワードシリーズ〉、既刊2巻（2021年6月11日現在）[44]
  1. 2020年3月4日発売、ISBN 978-4-8322-7173-9
  2. 2021年6月11日発売、ISBN 978-4-8322-7281-1

### マギアレコード 魔法少女まどか☆マギカ外伝 アンソロジーコミック
1. 2019年4月19日発売[45]、ISBN 978-4-8322-7084-8
  - 執筆者：蒼樹うめ、ハノカゲ、ササギコウシ、茨乃、土下座、おぎ、そと、枡狐/蛙空、淡海音々葉、ぼや野、阿部洋一、なびあ、たくあん、ほし、茶請、茶碗、竹宮ジン、zinbei、白玉もち、森繁拓真、はくり、窓ハルカ、カザマアヤミ、森永ミキ

## 舞台
2018年7月10日にけやき坂46（現: 日向坂46）の主演で舞台化されることが発表され、TBS赤坂ACTシアターにて、2018年8月24日から同年9月9日にかけて上演された。
演出は児玉明子が、脚本は畑雅文が担当し、本作品のメインストーリーを元にしたオリジナルシナリオで行われる。キャストはけやき坂46のメンバーから約10名が出演するほか、同グループのメンバー以外からも同程度の人数が出演する。けやき坂46からの出演者は2018年7月20日に、その他の出演者は2018年7月23日に公開された。
2018年11月24日には千秋楽公演のテレビ放送がTBSチャンネル2で行われ、2019年2月27日に同じく千秋楽公演を収録したBlu-ray/DVDが発売された。

### キャスト
- 環いろは - 柿崎芽実（けやき坂46）[48]
- 七海やちよ - 佐々木美玲（けやき坂46）[48]
- 由比鶴乃 - 富田鈴花（けやき坂46）[48]
- 深月フェリシア - 渡邉美穂（けやき坂46）[48]
- 二葉さな - 潮紗理菜（けやき坂46）[48]
- 鹿目まどか - 丹生明里（けやき坂46）[48]
- 暁美ほむら - 河田陽菜（けやき坂46）[48]
- 佐倉杏子 - 齊藤京子（けやき坂46）[48]
- 美樹さやか - 金村美玖（けやき坂46）[48]
- 巴マミ - 加藤史帆（けやき坂46）[48]
- 天音月夜 - 倉持聖菜[48]
- 天音月咲 - 黒崎純[48]
- 八雲みたま - 門田奈菜[48]
- 梓みふゆ - 大胡愛恵[48]
- 環うい - 國分亜沙妃[48]
- その他 - 伊地華鈴、諏訪百妃子、土井千笑、長岡美紅、中村直美、松田恵輪[48]

### スタッフ（舞台）
- 原作 - Magica Quartet[注 1][49]
- 演出 - 児玉明子[49]
- 脚本 - 畑雅文[49]
- 音楽 - 伊藤靖浩[Twitter 24]
- 主催 - 舞台「マギアレコード」製作委員会[49]

## テレビアニメ
本作品第1部を原作としたテレビアニメが制作され、2020年1月から3月に第1期が、2021年8月・9月に第2期が、2022年4月に最終章がそれぞれ放送された。

## 実写CM
- サービス開始1周年記念CM（2018年8月15日 - ） - アリーナ・ザギトワがまどか風衣装を着用[50]。
- 年末年始CM「除夜の鐘篇」「内緒話篇」「おせち篇」（2018年12月26日 - ） - 麻倉もも、雨宮天、夏川椎菜が出演[51]。
- 「再会篇」（2019年1月21日 - ） - アリーナ・ザギトワは前同、エフゲニア・メドベージェワはほむら風衣装を着用[52]。
- 「夏もマギレKOO!!篇」（2019年7月26日 - ） - DJ KOOが出演[53]。
- サービス開始2周年記念CM「そうめん篇」「水遊び篇」「花火篇」（2019年8月22日 - ） - 麻倉もも、雨宮天、夏川椎菜が出演[54]。

## イベント
Magia Day 2018
サービス開始1周年を記念して、2018年9月1日にヒューリックホール東京で開催、YouTube Live・AbemaTV・Periscopeでもライブ配信された。ゲームストーリーの振り返り、蒼樹うめによるミラーズバトルの実演やライブドローイング、声優陣による朗読劇、ゲームの今後の展開やアニメ化の発表、また会場限定でTrySailによるミニライブが行われた。
出演：麻倉もも、雨宮天、夏川椎菜（以上3人はTrySailとしても出演）、佐倉綾音、小倉唯、悠木碧、加藤英美里、蒼樹うめ、斎藤千和（シークレットゲスト）、外山祐介（アニプレックス・ゲーム版プロデューサー）、吉田尚記（ニッポン放送アナウンサー、司会）
Magia Day 2019
サービス開始2周年を記念して、2019年9月8日にTOKYO DOME CITY HALLで開催、YouTube Live・Periscopeでもライブ配信された。ゲームストーリー第1部終盤の振り返り、蒼樹・泥犬・外山・石川によるミラーズバトルのトーナメント戦、アニメ・ゲームの今後の展開の発表、また会場限定でアニメ版第1話の先行上映、ClariS・時女一族・TrySail・麻倉によるライブも行われた。
出演：麻倉もも、雨宮天、夏川椎菜（以上3人はTrySailとしても出演）、小倉唯、石原夏織、大橋彩香、石見舞菜香、竹達彩奈、蒼樹うめ、泥犬（劇団イヌカレー）、ClariS（シークレットゲスト）、内田秀、相良茉優、大西亜玖璃（以上3人は時女一族として、シークレットゲスト）、外山祐介（アニプレックス・ゲーム版プロデューサー）、石川達也（アニプレックス・アニメ版プロデューサー）、吉田尚記（ニッポン放送アナウンサー、司会）
f4ファンフェスティバル part.2
開発・運営のf4samuraiの創立10周年記念で2019年12月28日に秋葉原UDXAKIBA_SQUAREにて開催されたイベント。本作品を含めたパネル展示が行われたほか、本作品のステージイベントでは登壇した声優による第2部についての話やクイズコーナー、生アフレコ、今後の展開についての情報公開、チームみかづき荘とプロミストブラッドによるキモチ戦「ワンリミットキモチバトル」などが行われた。
出演：麻倉もも、雨宮天、夏川椎菜、松本花雪、涼本あきほ、和泉風花、天野聡美、高尾奏音
Magia Day 2021
サービス開始4周年を記念して、2021年9月12日にアニプレックス公式YouTubeチャンネルにて生配信によるオンラインで開催。PAPAの描き下ろしイラストによるストーリー振り返りや声優陣による巨大紙相撲と朗読劇、百禍チャレンジ動画コンテストの優秀作品発表、ゲームの今後の展開予定の発表が行われた。
出演：麻倉もも、雨宮天、夏川椎菜、佐倉綾音、小倉唯、石見舞菜香、外山祐介（アニプレックス・ゲーム版プロデューサー）、佐藤允紀（f4samuraiプロデューサー）、吉田尚記（ニッポン放送アナウンサー、司会）
声の出演：悠木碧、加藤英美里、竹達彩奈、釘宮理恵、諸星すみれ、高尾奏音、涼本あきほ、千本木彩花、春花らん、他
『マギアレコード 魔法少女まどか☆マギカ外伝』×「ボートレース若松」コラボ
福岡県北九州市のボートレース若松とテレビアニメ第2期とのコラボイベントで、2021年11月24日から2022年1月2日に開催。2021年11月24日から28日には作品名を冠した「マギアレコード杯」競走が開催され、場内には装飾などの演出が行われたほか、イベント開催期間中にはコラボグッズの抽選会や来場者プレゼント、作品に関する展示、SNSキャンペーン、北九州市内各所でのコラボビジュアルの掲出が行われた。
f4ファンフェスティバル part.3
YouTubeライブ及びTwitterライブで2021年12月5日にオンライン開催されたf4samurai主催イベント。本作品に関しては高尾によるメインBGMのピアノ生演奏、スタッフやキャラクター原案の蒼樹による制作エピソード、石見と高尾による生アフレコのミニドラマ、CLIP STUDIOとのコラボによる線画彩色コンテスト「塗りマス!」の入賞作紹介、今後の展開についての情報公開などが行われた。
出演：高尾奏音、石見舞菜香、森迪生（f4samuraiシナリオライター）、蒼樹うめ
Magia Day 2022
サービス開始5周年を記念して、2022年9月17日にアニプレックス公式YouTubeチャンネルにてオンラインで開催。
出演：麻倉もも、雨宮天、夏川椎菜、内田秀、大西亜玖璃、天野聡美、和泉風花、首藤志奈、飯田ヒカル、指出毬亜、入江麻衣子、高尾奏音、進藤あまね、松澤千晶（フリーアナウンサー、司会）
Magia Day 2023
サービス開始6周年を記念して、2022年9月24日に都内某所で開催。アニプレックス公式YouTubeチャンネルでも配信。
出演：麻倉もも、雨宮天、悠木碧、斎藤千和、下倉バイオ（ニトロプラス、「魔法少女まどか☆マギカ scene0」シナリオライター）、森迪生（f4samuraiシナリオライター）、早見沙織（シークレットゲスト）、松澤千晶（フリーアナウンサー、司会）
f4ファンフェスティバル part.4
YouTubeライブ及びニコニコ生放送で2023年12月5日にオンライン開催されたf4samurai主催イベント。本作品に関しては高尾・入江によるBGMのピアノ演奏、スタッフによる制作エピソード、石見・高尾・入江による生アフレコのミニドラマ、今後の展開についての情報公開などが行われた。
出演：高尾奏音、石見舞菜香、入江麻衣子、森迪生（f4samuraiシナリオライター）、佐藤允紀（f4samuraiプロデューサー）

## タイアップ
叡山電鉄
2020年2月から6月30日まで、本作品のヘッドマークを掲出したデオ720形電車の運行、コラボポスターの掲出、スタンディパネルの設置、缶バッジ付き1日乗車券の発売を実施。

## 関連書籍
マギアアーカイブ マギアレコード 魔法少女まどか☆マギカ外伝 設定資料集
本作品の設定資料集。魔法少女たちのLive2Dによる立ち絵や表情・SDキャラ・キャラクターデザイン設定およびデザイナーによるコメント、ドッペル・魔女・ウワサの設定、ストーリーガイド、背景画などが収録されている。全4巻。
1. 2019年9月11日発売、ISBN 978-4-8322-7116-6
いろは・まどかなどメインキャラクターおよび第1部までに登場した神浜市の魔法少女、第1部第5章までに登場した魔女・使い魔・ウワサを収録。
2. 2020年2月29日発売、ISBN 978-4-8322-7161-6
うい・マギウスの翼など第1部から第2部開始までに登場した残りの魔法少女、イベントで登場した派生バージョン、外伝漫画から登場した魔法少女、第1部第6章から第10章に登場した魔女・使い魔・ウワサを収録。
3. 2025年5月27日発売、ISBN 978-4-8322-9637-4
第2部を中心に、前2巻までで未収録だった魔法少女・キモチ・ウワサを収録。
4. 2025年6月26日発売、ISBN 978-4-8322-9642-8
ピュエラ・ヒストリアや外伝作品、scene0を中心に、前3巻までで未収録だった魔法少女・魔女・ドッペルを収録。

Magia Record 2nd Anniversary Memorial Book -シラツユ-
サービス開始2周年および上述のイベント「Magia Day 2019」開催を記念して、イベント物販および通販サイト「ANIPLEX+」で販売された記念本。出演声優の撮り下ろしグラビアとインタビュー、関連作家・アーティストによるイラストなどの寄稿などで構成。
グラビア掲載キャスト：麻倉もも、雨宮天、夏川椎菜、佐倉綾音、小倉唯、石見舞菜香、小松未可子、石原夏織、大橋彩香、釘宮理恵、諸星すみれ、竹達彩奈、堀江由衣
寄稿作家・アーティスト：蒼樹うめ、劇団イヌカレー（泥犬）、谷口淳一郎、PAPA、富士フジノ、U35 、TrySail、ClariS